# Sarabanda (programma televisivo)
Sarabanda è un programma televisivo italiano di genere game show, in onda su Italia 1 dal 1997 al 2005 (nell'access prime time), nel 2017 e nel 2025 (in prima serata) e su Canale 5 nel 2009 e dal 2025 (nel preserale).
Il game show, nato come varietà a cadenza quotidiana ed in seguito diventata un vero e proprio gioco musicale a premi basato sul format statunitense Name That Tune, sin dalla prima puntata è condotta da Enrico Papi (ad eccetto dell'ottava edizione, presentata da Teo Mammucari con Belén Rodríguez), al timone anche degli svariati spin-off derivati nel corso degli anni: Sarabanda - Scala & vinci (2004), Super Sarabanda (2005) e Sarabanda Celebrity (dal 2025).
Con 1788 puntate totali (di cui 50 speciali), oltre a 27 speciali in prima serata, risulta essere il quiz a tema musicale più duraturo della televisione italiana e uno tra i giochi a premi televisivi italiani più longevi in assoluto. Considerando anche la prima versione senza quiz, il programma conta 1815 puntate totali.

## Format

### Versione varietà
La prima versione del programma era un varietà a sfondo musicale che andava in onda in diretta, con telefonate a dedica, giochi telefonici e altri numeri canori, dove Papi era coadiuvato dalla Formula 3 e dall'imitatore Gigi Vigliani, che si esibiva cantando e in alcuni sketch comici. Al programma prendevano parte anche un complesso musicale denominato Saraband, e un pubblico di un centinaio di figuranti, denominato "coro", i quali facevano da contorno alla scenografia. Il programma, che ereditava parte del cast di Non è la Rai, presentava alcune similitudini con Furore e Macao, trasmissioni al tempo in onda su Rai 2.
Tale formula si rivelò presto un fiasco: gli autori, dopo appena un mese di trasmissione, decisero pertanto di attuare un drastico cambiamento del format, pur mantenendo lo stesso titolo, che faceva riferimento alla varietà di spettacoli proposti in modo caotico e rumoroso dal cast della trasmissione nella sua prima versione.

### Versione quiz
Il programma venne così trasformato in un quiz a tema musicale, ispirandosi a Il Musichiere, storico programma di Mario Riva (trasmesso dal 1957 al 1960 sul Programma Nazionale). Come il celebre programma, anche Sarabanda era basato sul format della NBC Name That Tune, creato da Harry Salter nel 1952 e presente in molti paesi del mondo, in cui i concorrenti si sfidavano rispondendo a domande di cultura musicale e, soprattutto, indovinando i titoli dei motivi ascoltati nei vari giochi, al fine di aggiudicarsi il titolo di campione e, nel contempo, vincere il montepremi finale. Montepremi che a Sarabanda, tra maggio e dicembre 2000, arrivò a superare la somma di un miliardo di lire.
Il quiz si divideva in vari giochi a eliminazione, in numero proporzionale al numero dei partecipanti (inizialmente tre, poi quattro, aumentati poi a cinque o addirittura sette nelle ultime edizioni). Nel corso delle stagioni, i giochi vennero modificati, implementati o sostituiti a loro volta da nuovi giochi. A seguito di questo cambio del format, Gigi Vigliani fu escluso dal cast della trasmissione mentre rimasero sia il coro che la Saraband. La Formula 3 lasciò il programma prima del cambio del format.
Con questa nuova formula il programma trovò la popolarità ed il successo, tanto da mettere in seria difficoltà i programmi delle altre reti in onda alla stessa ora, compresi i telegiornali. Da ricordare soprattutto le lamentele di Antonio Ricci, creatore di Striscia la notizia, che affermava come il quiz rubasse pubblico al suo programma, padrone della fascia dell'access prime time in quegli anni. Curioso il fatto che il programma subì più volte variazioni degli orari nella messa in onda per via degli ascolti troppo elevati, a tutela di Canale 5, rete ammiraglia Mediaset.
Questa versione era molto simile ad un altro quiz prodotto pochi anni prima dalle reti Fininvest, intitolato Quel motivetto... e condotto da Raimondo Vianello nel preserale di Canale 5 nell'estate 1990 nel quale, tra i giochi, erano state proposte versioni embrionali dell'Asta musicale e del 7×30 con quest'ultimo che prevedeva la partecipazione di un unico concorrente.

## Edizioni
| Edizione | Rete televisiva | Titolo del programma              | Periodo           | Periodo           | Conduzione    | Conduzione      | Puntate   | Puntate           | Puntate      | Regia               | Regia               | Studio                                  |
| Edizione | Rete televisiva | Titolo del programma              | Inizio            | Fine              | Conduzione    | Conduzione      | Preserale | Access prime time | Prima serata | Regia               | Regia               | Studio                                  |
| -------- | --------------- | --------------------------------- | ----------------- | ----------------- | ------------- | --------------- | --------- | ----------------- | ------------ | ------------------- | ------------------- | --------------------------------------- |
| Varietà  | Italia 1        | Sarabanda                         | 8 settembre 1997  | 11 ottobre 1997   | Enrico Papi   | Enrico Papi     | –         | 30                | –            | Cesare Gigli        | Cesare Gigli        | Studio 1 del Centro Titanus Elios, Roma |
| 1ª       | Italia 1        | Sarabanda - Il gioco della musica | 13 ottobre 1997   | 27 giugno 1998    | Enrico Papi   | Enrico Papi     | –         | 216               | 2            | Cesare Gigli        | Giuliana Baroncelli | Studio 1 del Centro Titanus Elios, Roma |
| Estate   | Italia 1        | Sarabanda - Il gioco della musica | 29 giugno 1998    | 12 settembre 1998 | Enrico Papi   | Enrico Papi     | –         | 48                | –            | Giuliana Baroncelli | Giuliana Baroncelli | Studio 1 del Centro Titanus Elios, Roma |
| 2ª       | Italia 1        | Sarabanda - Il gioco della musica | 14 settembre 1998 | 26 giugno 1999    | Enrico Papi   | Enrico Papi     | –         | 244               | –            | Giuliana Baroncelli | Giuliana Baroncelli | Studio 1 del Centro Titanus Elios, Roma |
| 3ª       | Italia 1        | Sarabanda - Il gioco della musica | 6 settembre 1999  | 9 luglio 2000     | Enrico Papi   | Enrico Papi     | –         | 279               | –            | Giuliana Baroncelli | Giuliana Baroncelli | Studio 1 del Centro Titanus Elios, Roma |
| 4ª       | Italia 1        | Sarabanda - Il gioco della musica | 28 agosto 2000    | 16 giugno 2001    | Enrico Papi   | Enrico Papi     | –         | 293               | 3            | Giuliana Baroncelli | Giuliana Baroncelli | Studio 1 del Centro Titanus Elios, Roma |
| 5ª       | Italia 1        | Sarabanda - Il gioco della musica | 10 settembre 2001 | 1º giugno 2002    | Enrico Papi   | Enrico Papi     | –         | 207               | 5            | Giuliana Baroncelli | Giuliana Baroncelli | Studio 1 del Centro Titanus Elios, Roma |
| 6ª       | Italia 1        | Sarabanda                         | 15 settembre 2002 | 28 giugno 2003    | Enrico Papi   | Enrico Papi     | –         | 245               | 3            | Giuliana Baroncelli | Giuliana Baroncelli | Studio 1 del Centro Titanus Elios, Roma |
| 7ª       | Italia 1        | Sarabanda                         | 15 settembre 2003 | 30 gennaio 2004   | Enrico Papi   | Enrico Papi     | –         | 112               | 4            | Maurizio Spagliardi | Maurizio Spagliardi | Teatro 3 di Cinecittà, Roma             |
| 8ª       | Canale 5        | Sarabanda                         | 8 giugno 2009     | 30 agosto 2009    | Teo Mammucari | Belén Rodríguez | 48        | –                 | –            | Giovanni Caccamo    | Giovanni Caccamo    | Studio 1 del Centro Titanus Elios, Roma |
| 9ª       | Italia 1        | Sarabanda                         | 13 giugno 2017    | 27 giugno 2017    | Enrico Papi   | Enrico Papi     | –         | –                 | 3            | Sergio Colabona     | Sergio Colabona     | Studio 1 del Centro Titanus Elios, Roma |
| 10ª      | Canale 5        | Sarabanda                         | 21 luglio 2025    | in corso          | Enrico Papi   | Enrico Papi     | 31        | –                 | –            | Roberto Cenci       | Claudio Asquini     | Soul Movie Studios, Milano              |

### Spin-off
| Edizione | Titolo del programma      | Periodo         | Periodo          | Conduzione  | Puntate           | Puntate      | Regia               | Studio                      |
| Edizione | Titolo del programma      | Inizio          | Fine             | Conduzione  | Access prime time | Prima serata | Regia               | Studio                      |
| -------- | ------------------------- | --------------- | ---------------- | ----------- | ----------------- | ------------ | ------------------- | --------------------------- |
| 1ª       | Sarabanda - Scala & vinci | 2 febbraio 2004 | 20 febbraio 2004 | Enrico Papi | 15                | –            | Maurizio Spagliardi | Teatro 3 di Cinecittà, Roma |
| 2ª       | Super Sarabanda           | 14 marzo 2005   | 10 aprile 2005   | Enrico Papi | 20                | –            | Lorenzo Lorenzini   | Teatro 9 di Cinecittà, Roma |
| 3ª       | Sarabanda Celebrity       | 25 maggio 2025  | 20 luglio 2025   | Enrico Papi | –                 | 7            | Roberto Cenci       | Soul Movie Studios, Milano  |

## I giochi
(Enrico Papi in apertura dell'Asta musicale)
Una delle regole auree di tutti i giochi del programma era quella di pronunciare tassativamente il titolo preciso della canzone senza anteporvi (o immediatamente posporvi) nulla una volta premuto il pulsante, senza ripetere o balbettare le parole oppure fermarsi prima di finire di dire il titolo, pena l'errore. Molte volte alcune controversie più o meno decisive sono state risolte mostrando il titolo della partitura delle edizioni musicali a cui faceva riferimento il brano. Anche nelle situazioni ininfluenti, sono stati comunicati alcuni errori, benché segnalati tardivamente, al fine di fornire una corretta informazione ai concorrenti e al pubblico, onde evitare precedenti, mostrando in questa cura un'impronta "scientifica" in materia musicale. Tuttavia nelle prime edizioni, il regolamento non era così ferreo, ammettendo talvolta risposte fornite con caratteristiche simili a quelle sopra descritte, divenendo però sempre più rigido nel corso degli anni, soprattutto nei periodi in cui il montepremi era piuttosto elevato. Per vigilare su tutto ciò, ogni puntata veniva supervisionata da una notaio presente in studio, seppur raramente inquadrata.
La maggior parte dei giochi prevedeva una prenotazione tramite pulsante e un limite massimo di cinque secondi per dare la risposta; farli scadere senza rispondere era considerato quindi errore. Nei giochi a tempo, tranne poche eccezioni, la prenotazione fermava il timer. Le melodie che venivano fatte ascoltare ai concorrenti in gran parte dei giochi erano le versioni MIDI campionate delle canzoni originali ad eccezione delle prime puntate in cui i brani venivano arrangiati dalla Saraband.
- Canzone in maschera: fu il primo gioco in assoluto di Sarabanda. Il concorrente doveva indovinare una canzone del suo cantante preferito, ampiamente rivisitata dalla Saraband in modo tale da renderla difficile da intuire. Venivano eseguite tre canzoni (una per ogni concorrente). Se il concorrente indovinava, guadagnava un punto, altrimenti rimaneva a zero. L'eventuale punto guadagnato veniva conservato per il gioco successivo. Fu presente solo nella prima puntata della prima edizione.
- Fuori uno: introdotto dopo un paio di settimane dall'inizio del programma, in questo gioco era prevista subito l'eliminazione di uno dei tre concorrenti, rimpiazzato dal campione in carica. Era composto da domande individuali di cultura musicale nel quale i concorrenti avevano solo tre secondi per rispondere, dove veniva estromesso chi commetteva per primo tre errori. Fu presente fino all'agosto 1998.
- Spaccasecondo: utilizzato in forma ridotta per la prima volta nel primo speciale in prima serata nell'aprile 1998, rimpiazzò poi nelle puntate ordinarie il Fuori uno dall'agosto 1998; i concorrenti, uno per volta, dovevano indovinare due motivi nel minor tempo possibile su un limite massimo di cinque secondi ciascuno. Il gioco era quindi strutturato in due serie di motivi da ascoltare e provare ad indovinare; dopo la prima serie (chiamata "primo giro di musica" da Papi) veniva mostrata la classifica provvisoria e si procedeva alla seconda serie ripartendo dal primo in classifica fino all'ultimo. In caso di errore veniva assegnato il tempo massimo di cinque secondi. Veniva eliminato il concorrente più "lento", cioè quello che aveva impiegato più tempo ad indovinare i suoi due motivi, sostituito dal campione che prendeva la sua postazione. Dal novembre 2001 al gennaio 2002 non era più prevista l'eliminazione di un concorrente, ma veniva premiato con un punto (conservato per il gioco successivo del Gong) il concorrente più rapido ad indovinare i suoi due motivi, vedendo impegnato anche il campione in carica il quale prendeva posto sempre nella postazione più lontana dal conduttore. Con questa nuova impostazione non vi erano più le due serie di motivi, bensì il primo concorrente a giocare ascoltava due motivi uno dopo l'altro, fissando il tempo da battere per gli altri. Dal gennaio 2002 tornò al regolamento usato fino all'ottobre 2001, con il campione che continuò a prendervi parte (perdendo così la caratteristica di gioco preliminare). Questo gioco, per evitare frequenti situazioni di parità, presentava un'approssimazione di 0.05 secondi fino all'edizione 2000-2001, di 0.02 secondi nel 2001-2002 e di 0.1 secondi nel 2002-2003 e 2003-2004. Nel marzo 2003 venne cancellato per via dell'accorciamento della durata del programma venendo poi ripreso con il riallungamento della trasmissione nel dicembre 2003 fino al termine dell'edizione in sostituzione del Countdown. È stato ripreso nel 2017 tornando ad un'approssimazione di 0.02 secondi.
- Countdown: introdotto nell'ottobre 2003 e presente fino al novembre 2003, era già stato utilizzato in occasione di alcune sfide speciali, ma all'esordio nelle puntate ordinarie. Presentava quindi un regolamento diverso per venire incontro ad esigenze di tempo. I partecipanti, campione compreso, erano coinvolti insieme e dovevano indovinare tre motivi in 1 minuto e 30 secondi per passare il turno. Il timer continuava a scorrere anche quando un concorrente si prenotava in quanto solo Papi aveva facoltà di fermarlo. L'errore non comportava conseguenze. Dopo cinque secondi di ascolto, se nessun concorrente si prenotava, il motivo veniva fermato e nessuno poteva dare il titolo. Il gioco terminava quando rimaneva un solo concorrente a non aver raggiunto i tre motivi, venendo eliminato. Nel caso il tempo fosse scaduto, se due o più concorrenti non avevano indovinato i tre motivi necessari per passare il turno, veniva eliminato quello col punteggio più basso.
- Pentagramma: attraverso una serie di domande, indovinelli e canzoni eseguite dalla Saraband associate alle note da scegliere, che a loro volta corrispondevano ad una lettera, si componevano le parole di un verso preso da una canzone famosa. Il concorrente che dopo essersi prenotato rispondeva correttamente al quesito rivolto a tutti i partecipanti, guadagnava un punto e dopo aver scoperto la lettera (sul modello del celebre gioco La ruota della fortuna) aveva cinque secondi per dare il verso del Pentagramma oppure poteva continuare a scegliere le note rimanenti. In caso di risposta errata al quesito posto dal conduttore o alla canzone eseguita, il concorrente non poteva più rispondere consentendo agli altri di prenotarsi. Se nessuno dava la risposta esatta o scadeva il tempo, veniva comunque scoperta una lettera ma il punto non veniva assegnato a nessuno, così come nessuno poteva dare la soluzione del verso e la nota successiva veniva scelta dal concorrente che aveva scelto la precedente. La prima nota del gioco veniva sempre scelta dal campione (ad eccezione della prima puntata e negli speciali, dove la prima nota chiamata era la numero uno, scelta da Papi). La soluzione della frase valeva cinque punti e sanciva la fine del gioco. Dall'edizione 2001-2002 vennero apportate piccole modifiche al gioco: chi sbagliava a rispondere al quesito e chi si prenotava prima che Papi finisse di porre la domanda, regalava un punto agli avversari ma era comunque possibile per gli altri concorrenti prenotarsi e dare la risposta al completamento della domanda, mentre infine la soluzione del verso valeva tre punti e non più cinque. Una novità grafica, poi, consistette nella scomparsa del pentagramma vero e proprio: le note vennero sostituite da semplici caselle numerate. Nella stagione 1997-1998, con formula a tre, con questo gioco si accedeva subito alla finale: il vincitore del Pentagramma doveva quindi aspettare da dietro le quinte chi fra i due concorrenti rimasti vinceva il gioco successivo, cioè l'Asta musicale. Dall'agosto 1998, con formula a quattro (poi dall'edizione 2001-2002 a cinque), veniva solamente eliminato il concorrente con il minor punteggio. In questo gioco Papi era solito animare il programma con alcune gag nelle quali interagiva con lo studio e con i concorrenti, cercando di aiutarli ad indovinare il verso, inclusi gli autori, spesso inquadrati in funzione di involontarie spalle comiche. Nelle prime edizioni, dopo la risoluzione del verso, il coro cantava la canzone rievocata dal gioco, della quale veniva mandato in sovrimpressione il testo, evidenziando in maiuscolo il verso appena svelato. Questo gioco, presente dall'inizio del programma, fu sostituito dal gioco del Gong nel novembre 2001. È stato ripreso nelle edizioni del 2017 e del 2025 ma in quest'ultima con una novità: chi si prenota per indovinare un motivo e indovina, fa comparire una parola intera del verso e non più lettere a caso.
- Gong: introdotto nel novembre 2001 in sostituzione del Pentagramma, consisteva nell'accumulare più punti possibili nell'arco di 3 minuti rispondendo a domande di cultura musicale attraverso la scelta di 14 caselle numerate disponibili. Iniziava a scegliere il concorrente che aveva vinto il gioco precedente, lo Spaccasecondo, il quale partiva con un punto di vantaggio. Tutti i concorrenti potevano prenotarsi (come succedeva nel gioco del Pentagramma); rispondendo correttamente si guadagnava un punto e si poteva continuare a scegliere le caselle, mentre in caso di errore il concorrente non poteva più rispondere consentendo agli altri di prenotarsi. Il timer non si fermava mai (solo Papi aveva facoltà di interromperlo), tranne nel caso in cui venisse scelta una casella che una volta scoperta avesse fatto risuonare un gong raffigurando una chiave di violino; quando un concorrente ne trovava uno doveva indovinare tre motivi con dieci secondi a disposizione e se venivano indovinati tutti (i motivi potevano essere passati e riascoltati, compatibilmente con i secondi rimanenti) si vinceva una somma di denaro variabile: 1 milione, 2 milioni, 3 milioni o 5 milioni di lire, divenuti poi 500, 1000, 1500 e 2500 euro. Il quantitativo delle caselle associate ai gong veniva svelato man mano che il gioco proseguiva. Al termine dei dieci secondi, sia in caso di vittoria sia in caso non venissero indovinati tutti e tre i motivi, il gioco era sempre in mano al medesimo concorrente ma non guadagnava nessun punto, con il timer che ripartiva. I motivi non indovinati dai concorrenti potevano poi essere indovinati dai telespettatori a casa telefonando al centralino della trasmissione; i motivi in questione venivano poi rivelati nella puntata seguente. Il gioco terminava quando scadeva il tempo, con il concorrente col punteggio più basso che veniva eliminato. Nel gennaio 2002 fu inizialmente sospeso in seguito alla momentanea introduzione, nel blocco finale delle puntate, delle sfide a due al gioco dei Terzetti (gioco usato solo in occasione di alcuni speciali) tra vari ex campioni della trasmissione, i vincitori delle quali avrebbero partecipato fungendo da jolly ad alcune puntate serali in cui si sfidavano squadre composte da famiglie o amici. Al termine di queste sfide il gioco non venne comunque più riproposto.
- Asta musicale: attraverso un indovinello in rima baciata (tranne all'inizio dell'edizione 1997-1998, dove era un semplice indizio, e all'inizio della edizione 2003-2004, dove l'indovinello era posto sotto forma di enigma), nel quale non poteva comparire nessuna parola del titolo della canzone da indovinare, si poteva dedurre il titolo nascosto di una canzone ascoltando un numero di note a partire da un massimo di dieci e giocando alternativamente al ribasso, fino a quando i restanti concorrenti non passavano la mano, dicendo "passo" o "lascio", oppure al raggiungimento di una sola nota. Dopo aver ascoltato le note (o la nota) il concorrente aveva cinque secondi per dare il titolo. A quel punto, indovinando si acquisiva un punto, ma sbagliando lo si consegnava agli avversari. La possibilità di passare la mano, qualora non si sapesse la risposta, era preclusa soltanto al concorrente a cui veniva letto per primo l'indizio, che doveva quindi cercare comunque d'indovinare. A chi aveva già individuato il titolo bastava dire "La indovino con una (nota)" e così azzardare subito la risposta con l'ausilio di una sola nota suonata da Papi col pianoforte (nell'edizione 2009 era il maestro Idà a suonare le note). Caso particolare fu la prima puntata in assoluto, nella quale l'indizio veniva mostrato solo dopo che uno dei due concorrenti si fosse aggiudicato l'Asta. Dopo un numero fisso di indovinelli (variabile da quattro a otto a seconda delle edizioni) i concorrenti con il miglior punteggio si qualificavano al turno successivo (nella versione a quattro) o andavano in finale (nella versione a tre). Nella versione a due andava in finale chi raggiungeva per primo tre punti. Durante la settima edizione nella versione a quattro, tra fine ottobre e fine novembre 2003, per un breve periodo in seguito alla soppressione dei Sessanta secondi, venivano eliminati i due concorrenti col punteggio più basso qualificando alla finale gli altri due. Durante questo gioco, Papi cantava una delle canzoni proposte, spesso contornato dai ragazzi del coro o dal corpo di ballo. L'Asta è stata presente in tutte le edizioni, con le eccezioni delle versioni Scala & vinci e Super Sarabanda.
- Sessanta secondi: comparso per la prima volta con l'inizio dell'edizione 2001-2002 ed inizialmente chiamato Fuori i secondi, coinvolgeva tre concorrenti uno alla volta e consisteva nell'indovinare il maggior numero di motivi in un minuto. Dopo essersi prenotato, il concorrente poteva anche dire "passo", ma il motivo non poteva essere recuperato. Dopo cinque secondi di ascolto, se il concorrente non si prenotava, il motivo veniva fermato e non si poteva dare il titolo. Chi ne indovinava di meno veniva eliminato, i restanti due prendevano parte al gioco finale. Il campione giocava sempre per ultimo, conoscendo già la soglia utile per il passaggio del turno; nel caso il campione venisse eliminato in uno dei precedenti giochi, l'ultimo a giocare era il concorrente posto più lontano dalla postazione del conduttore. Dal maggio 2002, il gioco fu soppresso a causa della riduzione della durata della trasmissione, per poi tornare dall'ottobre 2002, con il riallungamento del programma. Nell'edizione 2003-2004 fu presente solo in ottobre, prendendo il posto dello Stop 'n' Go venendo poi definitivamente cancellato alla fine dello stesso mese. È stato riproposto nell'edizione del 2017 unicamente nell'ultima puntata.
- Stop 'n' Go: sostituì i Sessanta secondi dall'inizio dell'edizione 2003-2004, rimanendo tra i giochi per circa un mese, tra settembre e ottobre. Il regolamento del gioco era del tutto uguale a quello del suo predecessore con l'unica differenza che il tempo scorreva senza fermarsi (solo Papi aveva facoltà di fermarlo) anche quando il concorrente si prenotava per dire il titolo della canzone; è stata poi ripristinata la formula tradizionale dei Sessanta secondi.
- Triello: esordì nel dicembre 2003 e fu presente fino alla conclusione dell'edizione 2003-2004. Il regolamento del gioco era del tutto uguale a quello dei Sessanta secondi con tre differenze: coinvolgeva contemporaneamente tutti e tre i concorrenti rimasti anziché uno per volta, chi sbagliava dava il punto agli avversari e infine non era ammesso passare un motivo.
- 7×30: come il nome suggerisce, il gioco finale, mai modificato, consisteva nell'indovinare sette motivi in mezzo minuto e aggiudicarsi così il montepremi, oppure indovinarne in numero maggiore dell'avversario per fregiarsi del titolo di campione e tornare la puntata seguente. I concorrenti giocavano ciascuno con la propria griglia di motivi, i quali venivano ascoltati in alternanza; anche se nelle ultime edizioni, verso la fine del gioco in situazioni cruciali, veniva tenuto per ultimo il concorrente più vicino al montepremi, facendo dunque ascoltare più motivi di fila all'altro concorrente. I motivi erano composti in prevalenza da sei canzoni italiane e una straniera, dal differente livello di difficoltà, valutato con la popolarità delle singole canzoni, spesso di difficoltà crescente a seconda dell'ordine delle stesse, comunque lasciando ai motivi più ostici una posizione tra la quinta e la settima posizione. Le canzoni più facilmente indovinabili ricorrevano ciclicamente all'interno del gioco nel corso delle puntate, laddove quelle più difficili erano quasi sempre proposte una tantum. Dopo essersi prenotati, i concorrenti potevano dire "passo" e congelare il motivo ritentando di indovinarlo dopo avere ascoltato i motivi mancanti della griglia, compatibilmente con i secondi a disposizione. Nel caso i due concorrenti avessero indovinato entrambi i loro sette motivi, il montepremi andava a chi rimaneva con più secondi (questa circostanza non si verificò mai). Risulta essere il gioco più utilizzato in assoluto dal programma essendo mancato solamente nella versione Scala & vinci.

Spareggio: in tutte le situazioni di parità tra due o più concorrenti, veniva proposto un motivo da indovinare. Prenotandosi, il concorrente si salvava dando la risposta esatta o si eliminava in caso di risposta errata. I concorrenti che non dovevano sostenere lo spareggio, solitamente, si abbassavano dietro la postazione. Nei rari casi in cui nessun concorrente si prenotava per dare la risposta, dopo circa 10-15 secondi di ascolto, Papi interrompeva il motivo e ne veniva proposto un altro. Nell'edizione 2003-2004 in caso di parità dopo il gioco dell'Asta musicale, quando prevedeva due eliminazioni, si salvava chi indovinava per primo tre motivi. In caso di errore di un concorrente, il punto veniva assegnato all'avversario o agli avversari, a seconda del numero dei concorrenti coinvolti.
Spareggione: nelle edizioni condotte da Papi, dall'edizione 2001-2002 in poi, per i Sessanta secondi e il 7×30 lo spareggio era giocato al meglio di cinque brani da indovinare, vinceva quindi chi per primo indovinava tre motivi. In caso di risposta errata, il punto veniva assegnato all'avversario. Nei Sessanta secondi, nel caso i due sfidanti del campione avessero realizzato lo stesso punteggio, lo Spareggione tra loro veniva disputato prima che il campione stesso cominciasse il gioco.

## Montepremi
Nella prima puntata del quiz, il montepremi partì da 5 milioni di lire e cresceva di puntata in puntata di 5 milioni di lire se nessun concorrente completava il 7×30. In caso di vittoria, nel periodo dal 1997 al 1998, ripartiva da 10 milioni di lire, mentre nel 1999 da 5 milioni di lire. Tra ottobre 1999 e dicembre 2000 nessun concorrente riuscì a completare il gioco finale in quanto fu reso molto più difficile; la conseguenza fu che il montepremi raggiunse cifre molto alte superando il miliardo di lire. Dal giugno 2000 si decise quindi di fissare un tetto massimo di vincita stabilito in un miliardo e cento milioni di lire una volta raggiunto, ma di aggiungerci un accumulo formato dai soliti 5 milioni di puntata in puntata in modo tale che una volta vinto, il montepremi di ripartenza avrebbe avuto una certa consistenza. Successivamente alla vittoria di Coccinella del dicembre 2000, si decise di fissare il montepremi a 500 milioni di lire dotandolo sempre dell'accumulo, rimanendo tale anche dopo la prima vittoria di Allegria del marzo 2001. Dopo la sua seconda vittoria dell'aprile 2001, il montepremi non presentò più l'accumulo fino al giugno 2001, quando una volta raggiunti nuovamente i 500 milioni, subentrò ancora la regola.
Con l'inizio dell'edizione 2001-2002 si decise di non ripartire dal montepremi maggiorato di 5 milioni con cui si era conclusa l'edizione precedente, come sempre fatto fino ad allora, ripartendo così dalla cifra di 100 milioni di lire (cifra dalla quale si sarebbe ripartiti in caso di vittoria) ed inoltre di abolire la regola dell'accumulo. Questa edizione fu anche quella di transizione dalla lira all'euro, infatti dal settembre al dicembre 2001 (ma già dal maggio precedente) il montepremi in grafica veniva mostrato sia in lire che in euro, mentre dal gennaio 2002 fu convertito definitivamente in euro e cresceva di 2000 euro ogni puntata, con montepremi di ripartenza in caso di vittoria di 50.000 euro. Nell'edizione 2002-2003 partì da 150.000 euro, in caso di vincita, ripartiva da 30.000 euro. Nell'edizione 2003-2004 partì da 100.000 euro e rimase fermo a 300.000 euro per le ultime tre puntate senza che nessuno vincesse. Ad ogni vittoria del montepremi la Saraband eseguiva We Are the Champions dei Queen, modificata in You Are the Champion.
Il quiz, nel complesso di tutte le sue edizioni e considerando anche gli speciali, ha fatto vincere oltre 9 miliardi di lire, pari a oltre 4 milioni e mezzo di euro (in parte con la vecchia valuta, in parte con la nuova).

## Storia del programma

### Genesi
Il programma affonda le sue radici nel maggio 1997, quando Giorgio Gori, ex direttore di Canale 5 e approdato da poco alla direzione di Italia 1, decise di rinnovare i palinsesti della rete per la stagione televisiva 1997-1998 con l'obiettivo di rafforzare il target giovanile e allo stesso tempo dare alla rete stessa una nuova identità, proponendo nuovi format da affidare a volti noti del gruppo Mediaset. Uno di questi fu Sarabanda, che inizialmente aveva l'intenzione di bissare i successi ottenuti dal Karaoke, programma in onda fino a due anni prima sulla stessa rete e nella stessa fascia oraria, sfruttando il filone musicale. La trasmissione fu affidata ad Enrico Papi (al tempo noto paparazzo e conduttore di trasmissioni di gossip e cronaca rosa), il quale, su imposizione dello stesso Gori, lasciò il mondo del pettegolezzo. L'introduzione di Sarabanda nel palinsesto di Italia 1 determinò la cancellazione dell'edizione di Studio Aperto delle ore 20:30, suscitando la disapprovazione dell'allora direttore del TG, Paolo Liguori.

### Sarabanda(1997)
La prima versione del programma, la cui prima puntata in assoluto andò in onda l'8 settembre 1997 alle 19:45, era basata sull'esecuzione di brani musicali su richiesta dei telespettatori, momenti comici e giochi. Le canzoni erano eseguite a rotazione dalla Saraband (diretta da Paolo Fantozzi), dalla Formula 3 (che lasciò il programma a fine settembre ma che pubblicherà poi un album con alcune delle performance eseguite a Sarabanda) e da Gigi Vigliani che si esibiva anche in imitazioni per la parte comica. Allo show prendeva parte anche un gruppo di 130 ragazzi, chiamato "coro", i cui membri cantavano e ballavano. Lo scopo della trasmissione era che una canzone "tirasse" l'altra, cercando di ricreare l'atmosfera di una festa chiassosa (cioè una sarabanda, da cui il nome del programma). Il testo della canzone eseguita veniva mandato in sovrimpressione per favorire una sorta di karaoke. Dal 22 settembre venne modificata l'impostazione del programma: vennero proposti dei giochi telefonici rivolti ai telespettatori con un piccolo montepremi in palio, facendo mantenere comunque la possibilità di richiedere canzoni a dedica a chi avesse perso. Venivano coinvolti sei telespettatori a puntata con sfide a due a due, dette manche, i cui vincitori si sarebbero affrontati nel gioco finale. Ogni telespettatore doveva presentarsi con nome e città da cui chiamava e poteva prenotarsi per rispondere dicendo il proprio nome. I giochi erano i seguenti:
- Canzone incantata: i primi due telespettatori in gara si sfidavano in questo gioco. Il coro cantava una canzone il cui titolo era annunciato da Papi; quando il coro si "incantava" ripetendo per tre volte una strofa, Papi nominava quale concorrente doveva completare la strofa con la parola mancante, possibilmente continuando a cantarla. Indovinando si guadagnava un punto, sbagliando non si guadagnava nulla. I concorrenti si alternavano a rispondere per un totale di due volte a testa. Chi guadagnava più punti si qualificava alla manche finale. Prima di iniziare questo gioco, Papi sceglieva quale dei due concorrenti aveva la possibilità di sorteggiare il montepremi in palio per il gioco finale; il telespettatore doveva scegliere uno fra tre ragazzi del coro i quali avevano disegnati sui palmi delle mani, tenuti chiusi a pugno, una cifra che poteva essere 1 milione, 2 milioni o 3 milioni di lire.
- Fuori di testo: i secondi due telespettatori si affrontavano in questo gioco. Papi recitava oppure mimava con l'aiuto di un componente del coro il testo di una canzone che era stato alterato. I due concorrenti dovevano cercare di indovinare il titolo. Avevano la possibilità di rispondere fintanto che il titolo non venisse indovinato. Chi indovinava per primo passava alla manche finale. La canzone veniva poi eseguita dal coro.
- Faccia da schiaffi: gli ultimi due telespettatori sostenevano questo gioco. Papi fungeva da "direttore d'orchestra" del coro per dirigere il battito di mani dei ragazzi che andava a riprodurre la melodia di una canzone. Al termine dei battiti, i concorrenti dovevano cercare di indovinare il titolo con la possibilità di rispondere fintanto che non avessero indovinato. Il primo ad indovinare andava alla manche finale. La canzone da indovinare veniva sorteggiata da uno dei due concorrenti, scelto da Papi, da uno fra tre spartiti numerati.
- Asta: era la manche finale a cui accedevano i tre telespettatori che avevano vinto i tre giochi precedenti. Consisteva nell'indovinare il titolo di una canzone di cui si conoscevano solo le prime tre note (svelate dal maestro Fantozzi una alla volta prima dell'inizio di ognuno dei tre giochi precedenti) partendo da una base d'asta al ribasso di venti note. Ogni concorrente doveva dire il proprio nome e il numero di note con cui pensava di indovinare il titolo. Non c'erano turni di chiamata, per cui ognuno poteva giocare quando meglio credeva con l'unico vincolo di non poter dire lo stesso numero di note già detto da un altro concorrente. Se nessuno non chiamava più nessun numero di note, Papi chiudeva l'asta. Chi se ne aggiudicava di meno aveva il diritto di rispondere per primo. In caso di errore poteva rispondere il concorrente che si era aggiudicato il secondo minor numero di note e così via fino al terzo. Chi indovinava vinceva il montepremi. Questo gioco venne poi riadattato nella nota Asta musicale.

In caso di parità o di prenotazioni simultanee con risposta corretta si ricorreva a una domanda di spareggio di cultura musicale; chi si prenotava per primo e indovinava passava la manche.
La mancanza di ascolti soddisfacenti (il dato dello share medio scese fino al 4,4%) portò prima una diminuzione della durata (da 55 a 45 minuti), poi ad un radicale cambiamento del format. L'ultima delle puntate di questa versione  andò in onda l'11 ottobre 1997.

### Sarabanda - Il gioco della musica(1997-2002)
La trasmissione, trasformata in un vero e proprio quiz musicale, partì il 13 ottobre 1997 con la prima edizione, ereditando tutto il cast della versione precedente ma senza Gigi Vigliani. A causa dell'insuccesso della versione che la precedette, il programma partì in sordina per poi subire una graduale crescita degli ascolti nel tempo e un maggiore interesse dei telespettatori. Qualche mese dopo l'avvio fu aggiunto al logo della trasmissione il sottotitolo il gioco della musica spesso citato dal conduttore durante le puntate, nelle quali i tre concorrenti si sfidavano nei vari giochi. In questa prima edizione, nell'ottobre 1997 esordirono i tre storici coristi fissi della Saraband: Massimo Facchini detto Mapo, Letizia Liberati e Loredana Maiuri (quest'ultima già presente in trasmissione sin dall'esordio). Uno dei motivi per cui il programma godeva di un ottimo ascolto era l'elevato montepremi oltre a numerosi momenti spettacolari, curiosi o comici che contornavano il momento del quiz vero e proprio come le simpatiche gaffe di Enrico Papi.
Visti i buoni risultati ottenuti con questo format, il programma proseguì anche nei mesi di giugno, luglio e in parte di agosto e settembre con una breve edizione dedicata. Venne dunque ideata una scenografia inedita, in pendant con la stagione estiva. Questa edizione dell'estate del 1998 partì subito dopo la conclusione della prima edizione e terminò subito prima dell'inizio della seconda, andando in pausa per le prime tre settimane di agosto. Dopo la breve interruzione, la trasmissione riprese incrementando il numero di concorrenti da tre a quattro. Nella seconda edizione fu rinnovato lo studio e comparvero i primi grandi campioni, mentre il 13 maggio 1999 arrivò a festeggiare la cinquecentesima puntata complessiva.
La terza edizione vide crescere notevolmente gli ascolti soprattutto durante il periodo di presenza della Professora, così dall'aprile 2000 la messa in onda delle puntate ricopriva l'intera settimana, domenica compresa. Nella puntata della domenica, gli ultimi trenta secondi di trasmissione erano dedicati ai momenti più divertenti della settimana appena conclusa. Nel febbraio 2000 nacque uno spazio internet della trasmissione all'interno del sito personale di Enrico Papi (www.papizone.com, oggi disattivo). Il 15 maggio 2000, nell'ambito della cerimonia del Gran Premio Internazionale dello Spettacolo, Sarabanda venne premiata con il Telegatto come miglior trasmissione musicale, premio che segnò la consacrazione del programma. In questa edizione e per la prima parte della successiva, tra maggio e dicembre del 2000 il montepremi in palio fu, al tempo, il più alto mai messo a disposizione da una trasmissione televisiva italiana.
La quarta edizione è ricordata per i grandi montepremi vinti, il ritorno in gara di alcuni ex campioni di edizioni passate e il raggiungimento del traguardo delle mille puntate nella versione quiz il 28 marzo 2001, oltre all'introduzione di un corpo di ballo che affiancò il coro. Questo periodo (terza e quarta edizione) è stato quello di maggior successo del programma, toccando punte di ascolto medie molto elevate.
La quinta edizione è segnata da molti cambiamenti, come il cambio del produttore da Corrado Grego a Lino Tatalo, l'aumento della durata del programma da 45 minuti ad un'ora e quindi anche del numero di concorrenti e dei giochi (da quattro a cinque), il ritorno alla striscia settimanale di sei puntate (la domenica non andava più in onda), la grafica dei giochi completamente rinnovata, il coinvolgimento dei telespettatori da casa attraverso giochi telefonici con montepremi a loro dedicati come ai tempi della versione varietà (solo in questa edizione) e la presentazione dei concorrenti, i quali entravano in studio uno alla volta presentati dal conduttore, mentre prima erano presenti in postazione sin dall'inizio del programma. La direzione della Saraband passò a Massimo Idà. Durante questa stagione, il programma fu sostituito per tre settimane, da ottobre a novembre 2001, da Anello debole, un nuovo quiz in versione di prova sempre condotto da Enrico Papi; terminata la sperimentazione fu cancellato per ridare spazio a Sarabanda. L'inizio di questa edizione subì un calo degli ascolti; per attrarre i telespettatori, da questa edizione in poi, non era raro che certe sfide venissero prolungate a cavallo di diversi blocchi pubblicitari creando così una certa suspense, oppure rimandando al giorno seguente la messa in onda del gioco finale. Fu poi con l'arrivo di Valentina che gli ascolti ebbero una forte risalita: nel suo periodo da campionessa il programma raggiunse picchi di oltre 9 milioni di spettatori e oltre il 30% di share. Visti gli ascolti molto elevati e per tutelare Canale 5, rete ammiraglia Mediaset, verso la fine dell'edizione, a maggio 2002 si decise inaspettatamente di anticipare l'inizio del programma dalle 20:00 alle 19:40 mantenendo invariata la durata di un'ora, tornando al solito orario di inizio dopo pochi giorni ma venendo accorciato di 20 minuti nella parte finale, sopprimendo un gioco e facendo scendere i concorrenti da cinque a quattro. Questo fatto e le polemiche con Antonio Ricci di Striscia la notizia probabilmente contribuirono alle dimissioni dell'allora direttore di rete, Stefano Magnaghi, al quale subentrò Luca Tiraboschi.

### Sarabanda(2002-2004)
Dopo una lunga pausa estiva, il programma riprese con la sesta edizione e molte novità: venne completamente modificata la scenografia dello studio rendendolo più grande, ideata una breve sigla iniziale (assente nelle precedenti edizioni) suonata e cantata dalla Saraband, ammodernata la grafica dei giochi e infine avvenne il restyling del logo del programma che sostituì quello presente sin dalla versione varietà, eliminando anche il sottotitolo "il gioco della musica". Dall'ottobre 2002 la trasmissione tornò alla durata di un'ora ripristinando il gioco soppresso l'edizione precedente e riportando il numero di concorrenti a cinque. Questa edizione è stata l'ultima tra le più seguite, soprattutto durante il periodo di presenza dell'Uomo Gatto; nella sua ultima puntata, quella del 19 febbraio 2003, dove venne eliminato da Tiramisù, il programma ottenne un ascolto record per le puntate ordinarie escludendo gli speciali: 5 849 000 spettatori con share del 20,30%, anche se è riconducibile alla seconda metà di questa edizione l'inizio della parabola discendente della trasmissione culminata con la crisi di ascolti dell'edizione successiva. Il programma, infatti, si orientò principalmente sullo spettacolo e sulla figura del campione, incentrandosi sulle sue particolarità, talvolta dando spazio anche ad alcuni concorrenti che si rendevano protagonisti con siparietti o esibizioni. In questo contesto il quiz veniva spesso messo in secondo piano per favorire questi momenti. Visti i nuovi exploit di ascolti, Sarabanda fu nuovamente accorciata nella parte finale dal marzo 2003, stavolta di 15 minuti, sopprimendo nuovamente un gioco e tornando a quattro concorrenti.
Per la settima edizione cambiò la regia passando da Giuliana Baroncelli a Maurizio Spagliardi, mentre la trasmissione si spostò a Cinecittà, lasciando gli studi Elios da dove era sempre stata registrata. Dalla fine di ottobre 2003 venne aggiunto un pubblico di spettatori con il quale di tanto in tanto Papi interagiva. L'aggiunta del pubblico modificò la presentazione dei concorrenti in gara e del campione, con Papi a presentarli non più dalla sua postazione, ma vicino all'ingresso in studio, ai quali venne aggiunta una grafica che riassumeva la loro presentazione. Questa stagione vide scendere vertiginosamente il dato degli ascolti, a causa anche del clamoroso successo di Affari tuoi in onda su Rai 1, in costante lotta con Striscia la notizia. Dall'inizio di novembre 2003 la durata tornò ad essere di un'ora. Dal gennaio 2004 la striscia settimanale delle puntate fu accorciata, andando in onda solo dal lunedì al venerdì. Gli autori, per arginare il calo dello share, tentarono di rivoluzionare il programma nel febbraio 2004, modificando tutti gli aspetti del gioco. L'ultima puntata delle edizioni classiche andò in onda il 30 gennaio 2004.

### Sarabanda(2009)
Dall'8 giugno 2009, dopo oltre cinque anni dall'ultima puntata classica, il quiz fu riproposto su Canale 5 in orario preserale in sostituzione, per il periodo estivo, di Chi vuol essere milionario?. La conduzione fu affidata a Teo Mammucari con la partecipazione di Belén Rodríguez. Il programma andava in onda dal lunedì al venerdì (solo nella prima settimana andò in onda anche di sabato) e le puntate tornarono ad essere registrate negli studi Elios. In questa edizione la regia passò a Giovanni Caccamo. Della vecchia versione erano tornati solo pochi membri del vecchio cast, ma rimasero il pubblico e la Saraband (con un organico rinnovato) e fu ripristinato il corpo di ballo, seppur con sole due ballerine.
La prima parte del programma della durata di dieci minuti, prendeva il nome di Quasi Sarabanda nella quale si presentavano i concorrenti e si svolgeva il primo gioco. Alcune novità rispetto alle edizioni di Papi, oltre alla nuova scenografia a tema estivo, allo studio, il logo e alla grafica dei giochi, furono la presenza di una sorta di gazebo al centro dello studio e una piscina nella quale Belén si tuffava alla fine della puntata, accompagnata dalla canzone The Best di Tina Turner. Tornano ad essere coinvolti i telespettatori da casa attraverso una domanda a carattere musicale alla quale si poteva rispondere tramite SMS o telefonata e vincere una shopping card da 1.000 euro. La sigla era la canzone Dai muovi muovi, cantata da Belén Rodríguez.
I concorrenti in gara erano quattro, uno dei quali veniva rimpiazzato dal campione dopo essere stato eliminato al primo gioco. Il montepremi partì da 50.000 euro e cresceva di 2.000 euro di puntata in puntata qualora non venisse assegnato. Dalla stessa cifra, poi, si ripartiva in caso di vittoria. Il campione in carica dell'ultima puntata condotta da Papi non fu richiamato (nonostante lo avesse più volte affermato nel 2004 in caso di ritorno della trasmissione), perciò si ripartì completamente con nuovi concorrenti. Il quiz ritornò con due nuovi giochi che vennero poi sostituiti da altri due nel corso dell'edizione:
- Extracanto: veniva mandato in onda un video dove uno o più turisti stranieri in visita in una città d'Italia cantavano una canzone che stavano ascoltando in cuffia; al termine della registrazione il primo concorrente che si prenotava poteva tentare di indovinare il titolo della canzone, qualificandosi al turno successivo se avesse indovinato. Nel caso non avesse indovinato, non poteva più dare il titolo consentendo agli altri di prenotarsi. L'ultimo concorrente ancora in gara veniva eliminato e sostituito dal campione in carica, ad eccezione della prima puntata dove rimase in gara ma con un punto in meno per il gioco successivo. Fu presente dall'inizio fino a fine luglio.
- Non c'è due senza Teo: il concorrente doveva rispondere ad una domanda individuale, di cultura musicale, a risposta multipla. La risposta esatta valeva tre punti, se non era sicuro della risposta data poteva sceglierne una seconda, avendo così un punto nel caso una delle due fosse corretta, mentre la risposta errata valeva zero punti. Dopo quattro domande, il concorrente con il punteggio più basso veniva eliminato e sostituito dal campione in carica. Sostituì l'Extracanto.
- KaraTeo: i concorrenti, uno per volta, dovevano indovinare la parola del testo di una canzone dalla sua lettera iniziale. In caso di risposta esatta, si guadagnava un punto, in caso di risposta errata, chiunque fra gli altri concorrenti poteva prenotarsi per rispondere. Venivano proposti frammenti di testo di tre canzoni diverse, per un totale di dodici parole da indovinare (quattro a canzone). Il concorrente con il punteggio più basso veniva eliminato. Fu presente dall'inizio fino a fine giugno.
- 10×10: il concorrente doveva indovinare dieci motivi nel minor tempo possibile su un limite di dieci secondi a motivo, in caso di errore veniva assegnato il tempo massimo di dieci secondi. Il concorrente che aveva accumulato più secondi veniva eliminato. Sostituì il KaraTeo.

Furono invece riproposti sia l'Asta musicale sia il 7×30. Nei casi di parità, gli spareggi erano secchi per tutti i giochi, quindi non veniva più usata la formula dello Spareggione.
In questa edizione l'unica concorrente a completare il 7×30 fu Elena Gliaschera, che vinse 72.000 euro. Le puntate ordinarie si conclusero il 1º agosto, mentre dal 3 al 21 agosto furono riproposte 15 puntate in replica, in attesa dell'avvio del torneo della fine del mese. Il 24 agosto iniziò il Torneo dei Campioni, che vedeva protagonisti tutti i campioni dell'edizione e i migliori sfidanti il quale durò tutta la settimana, sabato e domenica compresi. La finale andò in onda il 30 agosto 2009 e vide come vincitrice Stefania Rumagnoli, che si aggiudicò il montepremi di 100.000 euro.

### Sarabanda(2017)
Dopo quasi otto anni d'assenza, il programma è tornato in onda in diretta per tre puntate speciali in prima serata su Italia 1 dal 13 giugno 2017, in occasione del suo ventesimo anniversario, con la conduzione dello storico presentatore del quiz, Enrico Papi a distanza di oltre dodici anni dalla sua ultima puntata condotta. Per quanto riguarda il cast, sono confermate le presenze della Saraband (il cui unico ritorno è quello del batterista Liano Chiappa), del corpo di ballo e del pubblico mentre sono stati aggiunti una ventina di figuranti sul modello del vecchio coro. La regia è stata affidata a Sergio Colabona.
Numerose le novità, tra cui la diretta televisiva (proprio come quando la trasmissione era ancora un varietà) e quella radiofonica: la trasmissione è stata infatti seguita in contemporanea anche su Radio 105, radio partner ufficiale del programma, dove Daniele Battaglia, Alan Caligiuri e Matteo Lotti (Il menestrello) hanno commentato in diretta ogni puntata all'interno del programma radiofonico 105 Take Away in tre puntate in prima serata, denominate 105 Take Away - Speciale Sarabanda, in una postazione allestita nello stesso studio da dove è andato in onda il programma. Ad affiancare la Saraband nell'esecuzione di alcuni brani vi sono stati anche i DJ resident Marnik. Il programma è andato inoltre in onda anche in alta definizione su Italia 1 HD e per la prima volta in formato 16:9. Lo studio da dove il programma è stato trasmesso è lo storico Teatro 1 degli Studi Elios rinnovato con una nuova scenografia. Nuovo anche il logo della trasmissione, la grafica dei giochi e le basi musicali. La sigla è stata Mooseca, il primo singolo di Papi, che prende il nome dalla famosa storpiatura della parola ''musica'' usata dal conduttore nelle prime edizioni del programma per dare il via alla Saraband all'esecuzione di un brano; sigla che comprendeva anche parti del videoclip della canzone, ricco di riferimenti al programma. Altra novità è la Social room, che ha visto presenti due ragazzi (Francesco e Riccardo), con la quale Papi spesso si è collegato per interagire con i social network, attraverso l'hashtag #Sarabanda, sull'andamento della puntata e per mandare in onda alcuni meme. Ulteriore introduzione sono state le imitazioni in cui Enrico Papi si è dilettato per la parte di intrattenimento. La prima parte del programma, della durata di circa dieci minuti, ha fatto da anteprima con un breve monologo di Papi e ha preso il nome di Sarà Banda. La prima puntata di questa edizione è stata replicata da Italia 1 nel dicembre 2018.
Tra i giochi vi sono stati i ritorni dello Spaccasecondo, del Pentagramma (con le regole usate fino all'edizione 2000-2001, ad eccezione dei punti assegnati a chi indovinava il verso che rimasero tre) e dei 60 secondi (usato solo nella puntata finale per decretare i due finalisti assoluti) mentre sono stati confermati sia l'Asta musicale che il 7×30. Lo Spaccaduello, che usava lo stesso meccanismo dello Spareggione, fu usato solo nella puntata finale per selezionare cinque tra dieci concorrenti eliminati dalle due precedenti puntate. Lo Spareggione ha comunque mantenuto il nome classico e veniva sostenuto in caso di parità al termine del 7×30, mentre è stato usato il classico spareggio con un motivo secco in tutti gli altri casi. Tre i giochi nuovi:
- La materia: gioco già utilizzato in occasione di altri speciali in forma leggermente diversa; veniva fatto ascoltare ai cinque concorrenti un motivo, il primo a prenotarsi e a dare la risposta corretta poteva scegliere una fra le otto materie disponibili. In caso di risposta errata, il concorrente non poteva più rispondere consentendo agli altri di prenotarsi. La materia scelta prevedeva tre domande alle quali il concorrente doveva rispondere in trenta secondi. Nel caso di risposta sbagliata anche ad una sola delle domande o se il tempo fosse scaduto, il concorrente veniva eliminato. I primi due concorrenti a sbagliare (o in alternativa gli ultimi due rimasti in gara) venivano eliminati. I concorrenti che rispondevano correttamente alle tre domande si qualificavano al gioco successivo.
- La scommessa: i tre concorrenti rimasti dovevano scommettere, in base alle proposte di Papi, quanti motivi (da un minimo di uno ad un massimo di cinque) sarebbero riusciti ad indovinare, senza la possibilità di scegliere lo stesso numero di motivi già scelto da un altro concorrente. I motivi avevano durata di quattro secondi, terminati i quali il concorrente doveva dare il titolo; in caso di risposta errata si passava al motivo successivo. I motivi disponibili da poter ascoltare fintanto che non venisse vinta la scommessa erano cinque. I due concorrenti che, prenotandosi, avevano scommesso di indovinare il numero più alto di motivi e che a loro volta avessero vinto la loro scommessa, ovvero avessero indovinato tanti motivi quanti ne avevano previsti di indovinare, si qualificavano al 7×30.
- Duello: vedeva sfidarsi i due concorrenti che rischiavano l'eliminazione coinvolgendoli insieme e consisteva nell'indovinare dei terzetti di canzoni (tre motivi posti in sequenza). Il Duello veniva giocato al meglio di cinque terzetti da indovinare, vinceva quindi chi per primo indovinava tre terzetti. In caso di errore, il punto veniva assegnato all'avversario. Questo gioco veniva proposto dopo lo Spaccasecondo, il Pentagramma e l'Asta musicale.

Il torneo era strutturato su tre puntate, in onda al martedì a cadenza settimanale. Le prime due puntate hanno visto sfidarsi quattro campioni storici del programma e quattro nuovi concorrenti per puntata. I vincitori delle prime due puntate si sono qualificati direttamente alla fase finale, mentre il terzo e ultimo finalista è stato il vincitore della terza puntata, contesa tra dieci dei quattordici eliminati delle due puntate precedenti e andata in onda il 27 giugno 2017. La fase finale è stata giocata in coda alla terza puntata e ha visto vincere uno dei nuovi concorrenti, Fabrizio Micò detto Zizì.

#### Puntate e ascolti
| Puntata | Messa in onda  | Ascolti        | Ascolti | Ospiti                                                                                         |
| Puntata | Messa in onda  | Telespettatori | Share   | Ospiti                                                                                         |
| ------- | -------------- | -------------- | ------- | ---------------------------------------------------------------------------------------------- |
| 1       | 13 giugno 2017 | 1 536 000      | 8,50%   | Fausto Leali, Cugini di Campagna, Marnik, Fred De Palma, Pierluigi Pardo, DJ Da Candy          |
| 2       | 20 giugno 2017 | 1 571 000      | 8,70%   | Orietta Berti, Cugini di Campagna, Elodie, DJ Aniram, Lele, Marnik, Eleonora Puglia            |
| 3       | 27 giugno 2017 | 1 107 000      | 6,10%   | Cugini di Campagna, Donatella Rettore, DJ Christy Swan, GionnyScandal, Marnik, Shade, Widemode |
| Media   | Media          | 1 405 000      | 7,77%   |                                                                                                |

### Sarabanda(2025)
Visto il buon riscontro dello spin-off Sarabanda Celebrity (trasmesso su Italia 1), il programma torna in preserale su Canale 5 dal 21 luglio 2025 con la partecipazione dei concorrenti nip con la conduzione dello storico presentatore del quiz Enrico Papi. È il primo game show estivo di Canale 5 dopo l'esperimento de Il braccio e la mente e dallo spin-off Caduta libera Splash nell'ottava edizione di Caduta libera ed è la seconda volta che il programma viene trasmesso nel preserale estivo di Canale 5 in quanto è stato già trasmesso nel 2009 con la conduzione di Teo Mammucari e Belen Rodríguez. La grafica, la sigla e il logo del programma sono identici alla versione Celebrity ma con nuovi colori mentre la scenografia è tutta nuova. Per la prima volta dal 2009, il programma torna ad avere un montepremi che parte da 50 000 € e cresce di 2 000 € a puntata fino a quando un giocatore non completa il gioco finale (occasione in seguito alla quale il montepremi si resetta a 50 000 €).
Come per Sarabanda Celebrity, fino al 1º agosto 2025 la sigla di questa edizione era tratto dal brano Malavita dei Coma_Cose, mentre la sigla finale era tratta dal brano Feel This Moment di Pitbull e Christina Aguilera. In seguito, dalla puntata del 2 agosto 2025, sono stati entrambi sostituiti da un riarrangiamento della sigla della 6ª e 7ª edizione eseguito dalla Saraband. Tuttavia lo stesso brano viene ancora utilizzato per il bumper sponsor. La regia è stata di Roberto Cenci fino alla puntata del 27 luglio 2025, mentre dal 28 luglio dello stesso anno è subentrato Claudio Asquini.
I concorrenti in gioco in questa edizione sono cinque e i giochi utilizzati sono: 
- Playlist: ripreso dalla versione Celebrity, è la prima prova di gioco e si svolge con tutti i cinque concorrenti che devono indovinare dei motivi musicali. Passano i primi tre concorrenti che indovinano tre motivi mentre gli altri due passano alla sfida di eliminazione.
- Pentagramma: si gioca con quattro concorrenti che devono indovinare due frasi facenti parti del testo di determinate canzoni. Per ogni canzone che un concorrente indovina viene mostrata una parola della frase sul pentagramma. Passano i due concorrenti che individuano le due frasi mentre gli altri due sono a rischio eliminazione.
- Asta musicale: i tre concorrenti rimasti devono indovinare sei canzoni tramite un indizio fornito dal conduttore e giocandosi in un'asta al ribasso il numero di note con cui indovinare la canzone. Si qualifica a rispondere il concorrente con meno note. Se risponde esattamente guadagna un punto, altrimenti cede un punto agli avversari. In caso di parità tra due sfidanti, viene fatto sentire un motivo in più e vince chi dei due sfidanti indovina la canzone.
- Sfida: dopo Playlist e il Pentagramma, i due concorrenti a rischio eliminazione si sfidano tra di loro per cercare di salvarsi. La sfida consiste nell'indovinare tre motivi musicali per salvarsi ed eliminare l'avversario. Se chi si prenota sbaglia però, cede il punto all'avversario.
- 7x30: classico gioco finale della trasmissione che coinvolge i due concorrenti finalisti. Entrambi devono indovinare sette motivi musicali in 30 secondi massimi, con la possibilità di passare alcuni motivi e ritornarci in un secondo momento. Diventa campione il concorrente che indovina tutti i sette motivi (vincendo anche il montepremi) oppure che ne indovina di più rispetto allo sfidante (senza vittoria del montepremi). In caso di parità, si procede con uno spareggio che consiste in un motivo in più per entrambi i giocatori: chi si prenota e indovina diventa campione mentre in caso di errore diventa campione l'avversario. Qualora entrambi i concorrenti realizzassero il 7x30, vincerà il montepremi e rimarrà campione colui che avrà conservato più secondi rispetto all’avversario.

## Puntate speciali
Il successo ha portato spesso il programma in prime time, con alcuni speciali incentrati spesso sui campioni che si erano succeduti nelle puntate di quegli ultimi mesi, o tra quelli più forti, longevi o amati dal pubblico, proponendo sfide tra due o più di loro. In queste occasioni a volte furono ideati nuovi giochi o veniva modificato il regolamento di quelli usati nelle normali puntate. Il gioco finale era "rafforzato" e diventava 10×50 (tranne nelle ultime edizioni dove veniva mantenuto il tradizionale 7×30) nel quale, al contrario delle normali puntate, non era necessario indovinare tutti i motivi proposti per vincere il montepremi in palio, ma bastava indovinarne di più rispetto all'avversario. A volte furono introdotti alcuni bonus o punti aggiuntivi ottenuti durante i giochi preliminari, anch'essi inediti e pensati per l'occasione. Gli speciali non andavano in onda solo in prima serata, ma anche in forma ridotta come semplici puntate speciali di durata uguale o leggermente superiore a quelle ordinarie, le quali sostituivano per quella sera la normale puntata con i normali concorrenti. Non tutti gli speciali avevano un montepremi in palio, infatti a volte al vincitore veniva semplicemente consegnata una coppa, una targa o una cintura come riconoscimento.
| Messa in onda         | Titolo                           | Descrizione | Ascolti        | Ascolti | Ascolti |
| Messa in onda         | Titolo                           | Descrizione | Telespettatori | Share   | Fonte   |
| --------------------- | -------------------------------- | --- | -------------- | ------- | ------- |
| 8 aprile 1998         | Sarabanda - Speciale 425 milioni | Primo speciale nella storia del programma, resosi necessario per riassegnare il montepremi ritirato ad un concorrente delle normali puntate in seguito ad una irregolarità. La puntata, che presentò una sfida di quindici campioni tra i più longevi che si erano succeduti in quei primi mesi, fu vinta da Luciano Tirelli. Come già accordato in precedenza, metà della somma fu devoluta in beneficenza su indicazione dello stesso vincitore. |                |         |         |
| 13 maggio 1998        | Sarabanda Special                | I partecipanti furono i noti cantanti Edoardo Vianello, Mino Reitano, Little Tony, Donatella Rettore, Ambra Angiolini, Tosca, Francesca Alotta e Scialpi. A vincere fu Tosca che donò in beneficenza come già accordato i 100 milioni di lire vinti. |                |         |         |
| 13 ottobre 2000       | Sarabanda - Il Match             | Questo speciale, il più visto nella storia del programma, fu l'unico (escludendo quelli a squadre) che ebbe la particolarità che il montepremi in palio fu suddiviso fra il vincitore e gli altri tre sfidanti. | 6 017 000      | 22,63%  | [ 39 ]  |
| 6 gennaio 2001        | Sarabanda                        | Puntata speciale in occasione dell'Epifania con concorrenti bambini di età compresa tra i 7 e i 13 anni |                |         |         |
| 15 maggio 2001        | I più forti!                     | Puntata speciale nel quale si fronteggiarono due squadre, la squadra il cui portavoce era David Guarnieri (Allegria) e quella la cui portavoce era Antonietta Palladino (Professora). Composte entrambe dai migliori campioni fino a quel momento, ad avere la meglio fu la squadra della Professora, il cui montepremi vinto veniva poi suddiviso tra i suoi membri. |                |         |         |
| 7 novembre 2001       | I più forti!                     | Puntata speciale nel quale si fronteggiarono due squadre, le squadre erano composte l'una da campioni storici, il cui portavoce era Gianni Faraone ('O Professore), e l'altra da altri campioni di secondo piano, denominati sfidanti, la cui portavoce era Rita Capellani; a vincere fu la prima delle due squadre, il cui montepremi vinto veniva poi suddiviso tra i suoi membri. |                |         |         |
| gennaio-febbraio 2002 | Sarabanda - I più forti          | Puntate speciali con nuovi concorrenti, accomunati per amicizia, professione o parentela, con la partecipazione di dieci campioni storici i quali fungevano da jolly, da interpellare in caso di necessità. I campioni, per potersi qualificare a questi speciali, sconfissero altri dieci campioni in sfide a due, andate in onda all'interno di dieci puntate ordinarie. A causa dello scarso riscontro del pubblico di fascia serale fu sospeso anzitempo rispetto alle settimane previste nel palinsesto del martedì sera. Andarono in onda solo tre puntate serali delle cinque previste tra gennaio e febbraio 2002.                                 |                |         |         |
| gennaio-febbraio 2002 | Sarabanda - I più forti          | Puntate speciali con nuovi concorrenti, accomunati per amicizia, professione o parentela, con la partecipazione di dieci campioni storici i quali fungevano da jolly, da interpellare in caso di necessità. I campioni, per potersi qualificare a questi speciali, sconfissero altri dieci campioni in sfide a due, andate in onda all'interno di dieci puntate ordinarie. A causa dello scarso riscontro del pubblico di fascia serale fu sospeso anzitempo rispetto alle settimane previste nel palinsesto del martedì sera. Andarono in onda solo tre puntate serali delle cinque previste tra gennaio e febbraio 2002.                                 |                |         |         |
| gennaio-febbraio 2002 | Sarabanda - I più forti          | Puntate speciali con nuovi concorrenti, accomunati per amicizia, professione o parentela, con la partecipazione di dieci campioni storici i quali fungevano da jolly, da interpellare in caso di necessità. I campioni, per potersi qualificare a questi speciali, sconfissero altri dieci campioni in sfide a due, andate in onda all'interno di dieci puntate ordinarie. A causa dello scarso riscontro del pubblico di fascia serale fu sospeso anzitempo rispetto alle settimane previste nel palinsesto del martedì sera. Andarono in onda solo tre puntate serali delle cinque previste tra gennaio e febbraio 2002.                                 |                |         |         |
| dicembre 2002         | Sarabanda Junior                 | Primo torneo dedicato ai bambini. |                |         |         |
| 6 marzo 2003          | Sarabanda - La sfida             | Sfida in prime time tra l'Uomo Gatto e altri concorrenti mascherati tra cui Carlo detto El Tigre, un fantomatico personaggio che fece la sua comparsa durante il periodo di permanenza dell'Uomo Gatto, sfidandolo a più riprese al di fuori della gara ordinaria tra concorrenti ma all'interno della normale puntata. Non si trattava di un vero e proprio concorrente, ma di un personaggio creato dagli autori del programma per creare spettacolo con l'Uomo Gatto. Tra i due nacque un'accesa rivalità e lo speciale andò a scontrarsi con la seconda serata del Festival di Sanremo 2003 (lo speciale venne replicato su Italia 1 nel giugno 2003). | 4 628 000      | 16,30%  | [ 40 ]  |
| 13 ottobre 2003       | Sarabanda Wrestling              | Lo speciale in prima serata vide la sfida tra l'Uomo Gatto, El Tigre e altri concorrenti mascherati e la comparsa del pubblico in studio per la prima volta e doveva protrarsi per altri speciali serali nella prima serata del lunedì, ma fu presto cancellato. Quest'ultimo speciale vide anche la partecipazione del telecronista Michele Posa nelle vesti dell'arbitro della sfida (detto The King) e dello stuntman Ottaviano Dell'Acqua nelle vesti del tifoso tra il pubblico. |                |         |         |
| 31 ottobre 2003       | Sarabanda Halloween              | Puntata speciale con concorrenti bambini. Il montepremi consisteva in oggetti, giochi o borse di studio. |                |         |         |
| dicembre 2003         | Sarabanda Junior                 | Secondo torneo dedicato ai bambini. |                |         |         |

### Altre puntate speciali
- Le più belle di Sarabanda: è stata una raccolta di 15 puntate, tra le migliori della quarta edizione, andate in onda sempre su Italia 1 subito dopo la conclusione dell'edizione in questione, dal 17 giugno al 1º luglio 2001, nella stessa fascia oraria del programma.
- Sarabanda - Uomo Gatto Story: riguardò interamente l'Uomo Gatto e la sua esperienza da campione nel programma, dalla conquista del titolo fino alla sua eliminazione, attraverso spezzoni di sue vecchie puntate. Fu una serie di 5 puntate da 55 minuti, andate in onda nella tarda mattinata su Italia 1 dal 6 al 10 ottobre 2003.
- Provini Sarabanda: furono alcuni estratti dai casting dei nuovi concorrenti da selezionare per sfidare i campioni storici in occasione dell'edizione del 2017. Sono andate in onda 6 puntate della durata di circa cinque minuti, tra il 5 e il 12 giugno 2017 nel tardo pomeriggio su Italia 1[41]. Le puntate sono state replicate più volte su Italia 1 nel corso delle settimane di messa in onda dell'edizione 2017. Il 20 giugno 2017, nella fascia oraria dell'access prime time, è andato in onda un episodio di due minuti che ha riassunto in breve la prima puntata dell'edizione 2017.

## Spin-off

### Sarabanda - Scala & vinci(2004)
Con la perdita d'interesse da parte del pubblico, il quiz è stato riproposto con una formula totalmente rinnovata, chiamata Sarabanda - Scala & vinci, dal 2 febbraio 2004. Non c'era più il trio Mapo, Letizia e Loredana, sostituito da quattro ragazze chiamate Bollicine, mentre il corpo di ballo era stato rimpiazzato da sette ragazze (le Notine), che animavano alcuni dei nuovi giochi, i ragazzi del coro andarono a formare il pubblico di spettatori e infine gli autori furono rinominati "garanti". La Saraband continuò regolarmente ad essere presente. Era stato modificato lo studio, la scenografia, la grafica e il logo, fu cambiata anche la sigla, sia graficamente sia musicalmente (furono utilizzate prima Hey Ya! degli OutKast, poi In the Shadows dei The Rasmus). Le melodie proposte non erano più in versione MIDI ma erano spezzoni di canzoni originali. In questa nuova versione il gioco fu reso meno rigido rispetto alla precedente, consentendo ai concorrenti di pensare con più calma alla risposta, che poteva essere accettata anche se preceduta da altro. Il numero di concorrenti era stato portato a sette, ognuno dei quali disponeva di un piccolo monitor sulla postazione. Il campione non era più posizionato nella postazione più a destra dal punto di vista dello spettatore, ma in una casuale. Il montepremi prendeva forma durante la puntata in base all'andamento dei seguenti giochi:
- Il gioco delle notine: i concorrenti, uno per volta, dovevano scegliere una Notina (la quale attraverso gesti poteva dare indicazioni o trarre in inganno), che estraeva da una tasca della minigonna un CD sul quale era raffigurata una cifra alla quale era associata una domanda a carattere musicale oppure un frammento di canzone, chi si prenotava per primo e rispondeva correttamente passava il turno e contribuiva a far crescere il montepremi della cifra corrispondente a quella raffigurata sul CD. In caso di risposta errata, il concorrente non poteva più rispondere al quesito, consentendo agli altri di prenotarsi. Tra i sette CD da scegliere vi era uno speciale, denominato "jolly" sul quale vi era il logo del programma invece che la cifra: chi lo trovava passava automaticamente il turno e faceva aumentare il montepremi di 3.000 euro. L'ultimo concorrente ancora in gara veniva eliminato.
- Titolo nascosto: bisognava indovinare il titolo di una canzone della quale si conosceva solo il numero delle parole. Dopo aver scoperto una parola, Papi offriva una cifra a suo piacere da accumulare al montepremi in caso di individuazione del titolo. Più parole si scoprivano, più la cifra diminuiva. Chi si prenotava e dava il titolo esatto, passava il turno e faceva crescere il montepremi della cifra offerta da Papi, in caso di risposta errata, il concorrente non poteva più tentare di indovinare, consentendo agli altri di prenotarsi. Nel caso in cui solo un concorrente avesse avuto diritto a dare il titolo a causa degli errori degli altri concorrenti, ma non si fosse prenotato, Papi avrebbe svelato le restanti parole diminuendo sempre la cifra offerta e consentendo al concorrente rimasto di qualificarsi al gioco successivo. L'ultimo concorrente ancora in gara veniva eliminato.
- Nota stonata: venivano poste dal conduttore una serie di domande individuali di cultura musicale, alle quali i cinque concorrenti rimasti dovevano rispondere "sì" o "no", dove veniva eliminato chi commetteva due errori. Quando rimanevano tre concorrenti (divenuti poi due dopo cinque puntate) subentravano le Notine, ognuna affermava qualcosa di vero riguardante il mondo della musica, solo due (poi solo una) affermavano qualcosa di falso. Chi tra i concorrenti ancora in gara individuava l'affermazione falsa (e quindi la Notina stonata) si qualificava al gioco finale, chi si prenotava quando l'affermazione era vera veniva eliminato. Era possibile che le Notine subentrassero anche se il numero di concorrenti non era stato raggiunto, infatti dopo un certo lasso di tempo e dopo un certo numero di domande scattava una sirena che concludeva la serie di domande.
- Scala musicale: consisteva nell'indovinare il titolo dei frammenti di otto canzoni (le prime sette rappresentate graficamente dalle note musicali, mentre l'ottava dal montepremi). Il concorrente, nel caso avesse vinto il montepremi, poteva scegliere se raddoppiarlo ascoltando una nona canzone. Nel caso non l'avesse indovinata avrebbe perso l'intera somma vinta (il raddoppio non fu mai tentato da nessun concorrente). Erano disponibili inoltre due aiuti per completare la scalata, utilizzabili in caso di errore o di incertezza da parte del concorrente ma fruibili solo dopo aver indovinato le restanti canzoni (nella versione a due concorrenti il primo che poteva fruire degli aiuti era quello con meno secondi). Inizialmente erano l'opzione: (venivano fatti risentire cinque secondi della canzone in questione e poi venivano forniti cinque titoli di canzoni o dello stesso autore o molto simili tra loro, di cui solo uno era esatto) e il cambio (venivano fatti ascoltare sette secondi di un'altra canzone della stessa difficoltà al posto di quella cambiata). Quest'ultimo fu poi rimpiazzato da una seconda opzione dopo cinque puntate. Il tempo disponibile era di 50 secondi. Non era ammesso dire "passo" e riascoltare le canzoni più di una volta. In principio questo gioco coinvolgeva due concorrenti, chi commetteva il primo errore o non sapeva la risposta e aveva esaurito gli aiuti o non sfruttava a dovere un aiuto veniva eliminato e non poteva continuare la scalata lasciando il titolo di campione all'avversario, mentre nel caso entrambi avessero indovinato le otto canzoni il montepremi e il titolo di campione andava a chi aveva più secondi e solo lui poteva tentare il raddoppio. I finalisti furono poi ridotti a uno dopo cinque puntate, il quale diventava automaticamente il campione. Nella versione ad un concorrente gli aiuti erano immediatamente fruibili, senza dover quindi aspettare di indovinare tutti i frammenti di canzoni rimanenti. Inoltre, solo nella prima puntata della versione a un concorrente, quando veniva utilizzato l'aiuto (l'opzione), il tempo riprendeva a scorrere una volta forniti i cinque titoli, mentre in tutte le restanti puntate, il tempo rimaneva fermo.

L'unico concorrente a vincere il montepremi in puntate ordinarie di questa nuova versione fu Umberto Mari, che vinse 18.000 euro, mentre nell'unica puntata speciale andata in onda (la prima in assoluto di questa nuova versione) Allegria vinse 16.000 euro. Il 20 febbraio 2004 in seguito agli scarsi risultati, il programma fu inizialmente sospeso per cinque settimane, su decisione dello stesso Enrico Papi, il quale aveva intenzione di alternarlo con un suo nuovo programma che si rivelò essere 3, 2, 1 Baila; l'alternanza non si verificò e quindi Sarabanda fu cancellato dopo sei anni e mezzo di presenza nei palinsesti venendo rimpiazzato dalle repliche della serie TV Smallville.

### Super Sarabanda(2005)
Il programma fu ripreso poco più di un anno dopo, dal 14 marzo 2005, sotto il nome di Super Sarabanda, in vista di una serie di puntate speciali con i campioni più significativi della storia del programma. Lo studio e la scenografia cambiarono nuovamente, la grafica fu rinnovata, il pubblico continuò ad essere presente ma i componenti non erano più i ragazzi del coro (il quale fu eliminato dal programma), mentre fu introdotta una valletta. Tornarono anche Mapo e Letizia, ma non Loredana, insieme a tutta la Saraband. Tornarono anche la sigla e il logo usati tra il 2002 e il 2004, ma con leggere modifiche, dovute al nuovo nome del programma. La regia fu affidata a Lorenzo Lorenzini. Questa edizione venne realizzata al Teatro 9 di Cinecittà a Roma.
Questa breve versione era strutturata come un torneo diviso in tre fasi: la prima, durata 12 puntate, vide affrontarsi quattro campioni a puntata, di cui solo due potevano prendere punti; alla fine di questa prima fase, i sette campioni che avevano totalizzato più punti e un ripescato tra gli esclusi (tramite spareggio), passavano alla seconda fase. La seconda fase durò 4 puntate e vide sfidarsi gli otto campioni in scontri diretti in una sorta di quarti di finale per poi passare alla terza e ultima fase di 4 puntate, cioè le semifinali e le due finali tra i due campioni rimasti. Per vincere il torneo bisognava vincere entrambe le finali, altrimenti nel caso di una finale vinta a testa era necessario lo Spareggione (al meglio dei tre motivi).
Erano presenti solo due giochi: il gioco dei Terzetti, che coinvolgeva quattro campioni insieme e consisteva nell'indovinare tre motivi posti in sequenza, chi indovinava guadagnava un punto, chi sbagliava dava la possibilità agli altri di prenotarsi e rispondere. Chi raggiungeva due punti si qualificava al 7×30, nel quale, nella prima fase, al vincitore venivano assegnati due punti e allo sconfitto un punto, mentre nella seconda fase, fino alle semifinali, era il gioco in cui si sfidavano i campioni in scontri diretti. Nelle due finali fu invece usato il già noto 10×50, versione estesa del 7×30, con 10 motivi da indovinare in 50 secondi. Lo Spareggio veniva giocato al meglio dei tre motivi: vinceva dunque chi ne indovinava per primo due. Il vincitore fu Max, che sconfisse in entrambe le finali la Professora, vincendo i 250.000 euro del montepremi in palio.
Le puntate andavano in onda dal lunedì al venerdì a ridosso della prima serata e duravano appena 20 minuti, con la sola eccezione della seconda finale che andò in onda domenica 10 aprile 2005. Era presente una breve anteprima di un paio di minuti chiamata Super Sarabanda - Anteprima. Queste puntate hanno costituito il canto del cigno delle edizioni targate Enrico Papi.

### Sarabanda Celebrity(dal 2025)
Dopo quasi otto anni d'assenza, il programma è tornato in onda per sette puntate speciali in prima serata su Italia 1 dal 25 maggio al 20 luglio 2025 con il titolo Sarabanda Celebrity, con la conduzione dello storico presentatore del quiz, Enrico Papi. La regia viene affidata a Roberto Cenci, l'orchestra dal vivo è diretta dal maestro Valeriano Chiaravalle, mentre la produzione è affidata alla Banijay Italia. Il meccanismo del programma rimane invariato mentre è cambiata la location del programma la quale lascia Roma trasferendosi nei Soul Movie Studios (ex Centro di Produzione Infront) a Milano.
La sigla del programma è la canzone Malavita dei Coma_Cose.
Le prove che si affrontano in ogni puntata sono le seguenti:
- Playlist: in questa prova, le squadre, ognuna con un portavoce, devono prenotarsi al pulsante per indovinare i titoli delle canzoni eseguite dal vivo dalla band dopo un indizio. Vince il jolly la squadra che arriva per prima a 7 punti. Durante la manche, al suono di una sirena, una canzone può valere "x Due" raddoppiando i punti in palio, ma a giocare sarà un componente per squadra.
- In & Out: in questa prova, i concorrenti di entrambe le squadre a turno, devono cantare una canzone e quando la musica salta devono continuare cantando il pezzo mancante in perfetta sincronia. Il punto va a chi si ricongiunge con la traccia e la squadra che guadagna più punti vincerà il jolly.
- Pentagramma: in questa prova, le due squadre devono indovinare dei brani suonati dall'orchestra e ad ogni brano indovinato verrà svelata una parola di una strofa misteriosa. La squadra che per prima ricostruisce due strofe su tre, vincerà il jolly. Anche in questa manche, al suono di una sirena, una canzone può valere "x Due" raddoppiando le parole da indovinare, ma a giocare sarà un componente per squadra.
- Rubajolly: in questa prova, due componenti per squadra devono indovinare i titoli dei brani prenotandosi al pulsante. Il concorrente che avrà indovinato per primo tre canzoni, ruberà un jolly alla squadra avversaria. Durante il programma, verranno fatte tre manches.
- Compilation: in questa prova, ogni squadra in 90 secondi deve indovinare gli interpreti di vari brani, con la possibilità di passare al compagno di squadra in caso in cui un concorrente non sappia la risposta. Vince il jolly la squadra che avrà indovinato più interpreti.
- Cantante misterioso: in questa manche, dietro uno schermo, due artisti misteriosi risponderanno a delle domande sulla loro identità. La squadra che ne indovina di più conquista il jolly.
- Medley: in questa manche, le squadre devono indovinare i tre titoli di un breve medley di canzoni prima degli avversari prenotandosi al pulsante. Vince il jolly chi arriva per primo a tre punti. Anche in questa prova, al suono di una sirena, un medley può valere "x Due" raddoppiando i punti in palio, ma a giocare sarà un componente per squadra.
- Canzone sbagliata: in questa manche, Enrico Papi canterà dei brani cambiando un verso. Le squadre devono prenotarsi al pulsante e cantarlo correttamente per conquistare il punto. Vince il jolly la squadra che ha indovinato più canzoni.
- Frontman: in questa prova, un membro di ogni squadra viene scelto dai propri compagni e dovrà di spalle prenotarsi al pulsante e far indovinare alla sua squadra i titoli delle canzoni suonate dall’orchestra. Se la fiducia è ben riposta e la canzone viene indovinata dalla squadra, si conquista un punto, altrimenti in caso di errore si regalerà un punto alla squadra avversaria. Vincerà il jolly la squadra che arriva per prima a cinque punti.
- Asta musicale: in questa prova, leggendo una frase enigmatica, ogni squadra sceglie con quante note provare ad indovinare le diverse canzoni, giocando al ribasso. Vince il jolly la squadra che arriva per prima a 5 punti dopo 8 brani.
- 7X30: in questo gioco finale, in 30 secondi, un concorrente per squadra deve indovinare 7 canzoni. Il giocatore può passare, usare il jolly e riascoltare per 10 secondi il brano insieme alla propria squadra o rispondere. Vince chi ne indovina di più o conserva più tempo.

#### Puntate e ascolti
| Puntata | Messa in onda  | Ascolti        | Ascolti | Concorrenti      | Concorrenti      | Concorrenti     | Concorrenti        | Concorrenti       | Concorrenti       | Concorrenti    | Concorrenti        | Ospiti                             | Squadra vincitrice |
| Puntata | Messa in onda  | Telespettatori | Share   | Squadra Donne    | Squadra Donne    | Squadra Donne   | Squadra Donne      | Squadra Uomini    | Squadra Uomini    | Squadra Uomini | Squadra Uomini     | Ospiti                             | Squadra vincitrice |
| ------- | -------------- | -------------- | ------- | ---------------- | ---------------- | --------------- | ------------------ | ----------------- | ----------------- | -------------- | ------------------ | ---------------------------------- | ------------------ |
| 1       | 25 maggio 2025 | 1 264 000      | 8,30%   | Anna Tatangelo   | Orietta Berti    | Sabrina Salerno | Giulia Salemi      | Filippo Bisciglia | Rosa Chemical     | Sergio Friscia | Riccardo Fogli     | Mal, Scialpi                       | Squadra Donne      |
| 2       | 1º giugno 2025 | 1 055 000      | 8,10%   | Anna Tatangelo   | Iva Zanicchi     | Nina Zilli      | Rebecca Staffelli  | Alvin             | Pierdavide Carone | Max Giusti     | Fausto Leali       | Valeria Rossi, Jo Squillo          | Squadra Donne      |
| 3       | 8 giugno 2025  | 863 000        | 6,20%   | Mietta           | Marcella Bella   | Sabrina Salerno | Paola Di Benedetto | DJ Ringo          | Rosa Chemical     | Sergio Friscia | LDA                | Tracy Spencer, Alberto Camerini    | Squadra Uomini     |
| 4       | 22 giugno 2025 | 992 000        | 7,60%   | Paola Iezzi      | Asia Argento     | Nina Zilli      | Giusy Ferreri      | Filippo Bisciglia | Rosa Chemical     | Sal Da Vinci   | Guillermo Mariotto | Sandy Marton, Jalisse, Alexia      | Squadra Donne      |
| 5       | 6 luglio 2025  | 813 000        | 6,70%   | Anna Tatangelo   | Rossella Brescia | Syria           | Jessica Morlacchi  | Alvin             | AKA 7even         | Riccardo Rossi | Frankie hi-nrg mc  | Audio2, Elisabetta Viviani         | Squadra Donne      |
| 6       | 13 luglio 2025 | 789 000        | 6,30%   | Anna Tatangelo   | Asia Argento     | Nancy Brilli    | Martina Colombari  | Alvin             | Enzo Miccio       | Sergio Friscia | Mauro Repetto      | Donatella Milani, Carlotta         | Squadra Uomini     |
| 7       | 20 luglio 2025 | 878 000        | 7,50%   | Lodovica Comello | Sabrina Salerno  | Nina Zilli      | Aurora Ramazzotti  | Filippo Bisciglia | Daniele Battaglia | Sergio Friscia | LDA                | Viola Valentino, Alessandro Canino | Squadra Donne      |
| Media   | Media          | 951 000        | 7,24%   |                  |                  |                 |                    |                   |                   |                |                    |                                    |                    |

## Campioni storici
Durante la storia del quiz si sono susseguiti vari concorrenti che hanno conservato il loro titolo per giorni, diventando dei personaggi noti durante il loro periodo di permanenza anche grazie ad Enrico Papi, il quale dava spesso loro dei soprannomi, talvolta esaltando le loro caratteristiche. Dal novembre 2000 tornarono a partecipare alcuni dei concorrenti (campioni e non) che vi avevano preso parte negli anni precedenti, alcuni dei quali ebbero l'occasione di riscattare dei passi falsi o di conoscere un nuovo momento di gloria. Alcuni campioni furono successivamente richiamati in trasmissione in veste di ospiti, a volte anche solo telefonicamente.
- Adriano Battistoni, di Casalecchio di Reno, detto Fragolone, soprannome nato da uno scambio di battute tra il suddetto concorrente ed il conduttore a riguardo del verso del Pentagramma, la cui soluzione era Il peperone. Ha realizzato due volte il 7×30, vincendo in totale 350 milioni di lire, frutto di due vittorie, una da 290 milioni[55] e una da 60 milioni, conquistando il titolo di campione per 23 puntate da ottobre a novembre 1998. Vinse una puntata speciale nel medesimo anno. È membro del Duo Idea col quale ha partecipato a Zelig. Nel 1984 è stato campione nel programma di Rai 1 Loretta Goggi in quiz. Nel 2013 ha recitato nella serie televisiva Una grande famiglia.
- Cesare Borrometi, di Noto, detto anche Ciuri Ciuri perché quando vinse la seconda volta chiese alla Saraband di suonare questa tipica canzone siciliana. È l'unico concorrente ad aver completato per tre volte il 7×30, conquistando in totale 355 milioni di lire (vittorie da 275 milioni, 20 milioni e 60 milioni). Campione da giugno a luglio 1998, cronologicamente è il primo campione ad apparire tra coloro dotati di cultura musicale sopra la media: la sua permanenza relativamente ridotta è dovuta alla selettività delle prime edizioni, laddove negli anni successivi era più facile conservare il titolo di campione per più tempo. Con le sue 17 puntate da campione, riuscì a battere dopo quasi 40 anni il record di pluricampione di quiz musicali televisivi italiani che fu di Spartaco D'Itri, storico campione de Il Musichiere tra il 1958 e il 1959[56]. Vinse inoltre una puntata speciale nel 1998 contro Fragolone[57] e altri soldi in uno speciale a squadre nel 2001. Dal 2012 è anche scrittore, avendo da allora pubblicato diversi libri.
- Diego Canciani, di Sabaudia, detto Tiramisù a seguito di una domanda culinaria formulata da Papi, la cui risposta fu l'omonimo dolce. Considerato uno tra i concorrenti più veloci del programma[58], detiene il record nel gioco dei Sessanta secondi (58 motivi indovinati) ed è stato l'ultimo campione ad aver vinto il montepremi nelle edizioni classiche condotte da Papi, 288.000 euro nel 2003[59]. Fu campione per 47 puntate da febbraio ad aprile 2003. Vinse inoltre altri soldi in uno speciale serale del 2003.
- Raffaele Caso, di Napoli, detto Testina per via della sua grande conoscenza musicale. Realizzò due volte il 7×30, portandosi a casa la somma totale di 270 milioni di lire (frutto di una vittoria da 255 milioni[60] e una da 15 milioni[61]). Fu campione per 28 puntate da gennaio a febbraio 1999.
- Giulio De Pascale, di Roma, detto Max, nome fittizio datogli dalla produzione per nascondere la sua identità: si presentò infatti col volto nascosto da una maschera, una parrucca posticcia e la voce distorta dal microfono, svelandosi solo prima di dare il titolo dell'ultimo motivo del 7×30, vincere il montepremi per poi raccontare la sua storia. Si era infatti mascherato temendo ritorsioni dalle cattive compagnie che frequentava la sua ex ragazza, la quale era coinvolta in un giro di droga volendo aiutarla ad uscirne con la vincita del montepremi[62]. Conquistò 198 000 euro durante la sua permanenza (70 puntate campione fra maggio e novembre 2002, eliminato dall'Uomo Gatto), ma si aggiudicò in seguito altri soldi vincendo uno speciale serale del 2002 e l'edizione Super Sarabanda con tutti i campioni più significativi nella quale il premio per il vincitore fu di 250 000 euro.
- Fabio Gasparri, di Civitavecchia. Fu il primo concorrente a centrare il 7×30, il 25 novembre 1997, aggiudicandosi 190 milioni di lire e rimanendo campione per una sola puntata.
- David Guarnieri, di Roma, detto Allegria, allusione ironica al suo aspetto all'apparenza serioso. È il concorrente più longevo, con 124 puntate da campione fra marzo e ottobre 2001 (un record per i quiz italiani)[63] ed ha realizzato per due volte il 7×30 vincendo un miliardo di lire (frutto di due vittorie da 500 milioni)[64], unico concorrente ad incorrere nella regola dell'accumulo in entrambe le vincite. Si aggiudicò anche due puntate speciali, una nel 2001, dove vinse una fornitura illimitata per un anno di CD musicali da un negozio a sua scelta, e una nel 2004, in Sarabanda - Scala & vinci, dove vinse 16 000 euro, oltre ad altri soldi in uno speciale a squadre nel 2001.
- Valentina Locchi, di Perugia, detta anche Pikachu per via del suo modo di rispondere all'Asta musicale[65]. Concorrente non vedente dalla nascita, è figlia di Renato Locchi, all'epoca sindaco del capoluogo umbro. Vincitrice di 324 000 euro[66] e campionessa per 74 puntate da febbraio a maggio 2002, è dotata dell'orecchio assoluto. Vinse inoltre 50 000 euro in uno speciale serale nel 2002. Nel periodo in cui fu campionessa le furono dedicati diversi servizi per il TG5 e Studio Aperto. È stata poi ospite in varie trasmissioni televisive come il Maurizio Costanzo Show, Verissimo e Lucignolo e ha partecipato come concorrente a Superbrain nel 2013.
- Marco Manuelli, di Firenze, detto Coccinella, soprannome ispirato dall'omonima canzone di Ghigo Agosti, presente all'Asta musicale come indizio. Vinse un miliardo e 180 milioni di lire, di cui 80 milioni nella prima partecipazione e un miliardo e 100 milioni nella seconda (al tempo, il montepremi singolo più alto vinto in un quiz italiano)[67], unico a riuscire a completare per due volte il 7×30 in due diverse partecipazioni diventando campione per 41 volte nella prima occasione (fra maggio e settembre 1999) e 16 nella seconda (da novembre a dicembre 2000) per un totale di 57[68]. Vinse anche una puntata speciale nel 2000 contro 'O Professore e due speciali a squadre dove vinse altri soldi, entrambi nel 2001, risultando essere il concorrente più "ricco" della storia del programma. Dal 2019 al 2024 è stato consigliere comunale a Gambassi Terme[69].
- Patrizia Martorano, di Livorno, detta Matrioska per via della sua acconciatura bionda, riuscì a sottrarre il titolo di campione ad Allegria e fu la prima donna completare il 7×30. Vinse 240 milioni di lire[70] e fu campionessa per 11 puntate nell'ottobre 2001.
- Gianpaolo Satta, di Sassari, detto Piripicchio, storpiatura di Pirichitto (tipico dolce sardo), nomignolo con cui lo chiamava la sua fidanzata. Conquistò 270 milioni di lire[71] e fu campione per 40 puntate da settembre a novembre 1999. Vinse anche una puntata speciale nel 1999 contro Coccinella e altri soldi in uno speciale a squadre nel 2001.
- Roberto Serrentino, di Rodano, detto Avvocheto per via della sua professione. Portò a casa 280 milioni di lire e fu campione per 27 puntate da marzo ad aprile 1999.
- Marzilio Vegni, di Firenze, che si aggiudicò il 7×30 nella puntata d'esordio vincendo 160 milioni di lire; fu il primo campione con portafoglio a riconfermarsi nella puntata successiva, rimanendo campione per 3 puntate nell'aprile 1998[72].

Un ulteriore novero di concorrenti riuscì a realizzare il 7×30 e a vincere il montepremi in palio. Altri partecipanti, pur non vincendo mai il montepremi, furono ricordati in virtù della loro lunga permanenza nel ruolo di campioni, per avere preso parte a diverse puntate speciali, o anche semplicemente per la loro eccezionale bravura, pur essendo rimasti campioni per breve tempo.
- Graziella Arcuri, di Pordenone, detta Peperino, soprannome scelto da Papi per via del suo carattere. Fu campionessa in due partecipazioni diverse (prima campionessa a riconquistare il titolo dopo esserla già stata in passato) per un totale di 19 puntate: 7 nel dicembre 1998 e 12 nel novembre 2000, dove fu eliminata da Coccinella.
- Boris Carta, di Cairo Montenotte, detto anche Boris Boris. Non completò mai il 7×30, nonostante le 64 puntate nelle quali fu campione fra maggio e settembre 2000[73], ma vinse 10 milioni di lire come premio di consolazione in uno speciale serale nel 2000 e 250 milioni di lire in un altro nel 2001. Nel periodo in cui fu campione, il 26 maggio 2000, il montepremi raggiunse per la prima volta la cifra di un miliardo di lire, quasi in concomitanza con l'inizio del gioco di Canale 5 che allora si intitolava Chi vuol essere miliardario?, che esordì solo quattro giorni prima.
- Ilaria De Benedictis, di Campoli Appennino, detta Denghiu a seguito di una domanda sulla canzone Thank U di Alanis Morissette alla quale rispose con il suo accento ciociaro. Riuscì ad aggiudicarsi alcune somme minori messe in palio nel gioco del Gong e conquistò il titolo di campionessa per 38 puntate da dicembre 2001 a febbraio 2002. Durante uno speciale fu invitata come corista, essendo anche cantante di piano bar.
- Gianni Faraone, di Cairo Montenotte, detto 'O Professore (o semplicemente Professore) per via del suo aspetto e atteggiamento simile a quello di un professore, successivamente soprannominato 'A Soreta (in seguito ad uno scambio di battute con il conduttore) e infine chiamato Professorete. Non completò mai il 7×30, nonostante le 32 puntate da campione da dicembre 1999 a gennaio 2000[74], ma vinse 200 milioni di lire in uno speciale serale nel 2000 e altri soldi nei due speciali a squadre del 2001.
- Giovanna Gastaudo, di Alassio, detta Protocolla per via del suo lavoro di impiegata statale, anche se inizialmente fu soprannominata Casalinga. Conquistò il titolo di campionessa per 38 puntate da settembre a ottobre 2000 senza mai completare il 7×30, ma vinse 10 milioni di lire come premio di consolazione in uno speciale serale nel 2000 e altri soldi in uno speciale a squadre nel 2001.
- Cristiano Misceo, di Roma, detto Funghetto a causa della sua statura e capigliatura. Unico concorrente che in tre partecipazioni diverse è stato campione tutte e tre le volte (2 puntate nel gennaio 1998, 14 nel gennaio 2001 e 6 da novembre a dicembre 2003) per un totale di 22 puntate. Durante la sua prima partecipazione fu soprannominato Porompompero per via della canzone di Manolo Escobar incisa anche da Mina. Vinse alcuni soldi in uno speciale a squadre nel 2001.
- Antonietta Palladino, di Roma, detta Professora per via del suo lavoro di insegnante. Durante la sua permanenza, il programma aumentò notevolmente gli ascolti, tanto da essere mandato in onda anche la domenica. Fu campionessa per ben 86 puntate[75] da febbraio a maggio 2000. Vinse una puntata speciale nel 2000 battendo Boris, 10 milioni di lire come premio di consolazione in uno speciale serale nel 2000 e altri soldi nei due speciali a squadre del 2001. La popolarità di quel periodo la portò ad apparire in uno spot televisivo della Telecom Italia nel 2000.
- Gabriele Sbattella, di Porto San Giorgio, detto Uomo Gatto a causa dei suoi trascorsi come ballerino nel musical Cats, in cui interpretava il dio dei gatti, nel periodo in cui era animatore turistico. Fu uno dei campioni più longevi e amati, ma anche uno dei più discussi a causa dei suoi alterchi con alcuni avversari[76], confluite in alcune puntate speciali di prima serata[77], che spesso rappresentarono una sorta di spettacolo nello spettacolo. È stato campione per 79 puntate da novembre 2002 a febbraio 2003, quando fu battuto da Tiramisù[78]. Non riuscì mai a completare il 7×30, ma si aggiudicò due speciali serali contro concorrenti mascherati. Durante la sua permanenza da campione è stato imitato da Ubaldo Pantani in Ciro presenta: Visitors mentre negli anni successivi è stato chiamato come ospite in svariate trasmissioni di varie reti televisive e radiofoniche. Ha inciso anche alcune canzoni tra cui Uomo Gatto Rap insieme a Gianni Drudi, pubblicato alcuni libri, di cui uno trattante i mesi precedenti al suo debutto nel programma[79] e ha recitato come attore in un film. È stato vittima di scherzi de Le Iene e ha inoltre preso parte ad alcuni video promozionali pubblicati in rete per alcuni marchi. Nel 2025 è stato campione del programma Don't Forget the Lyrics! - Stai sul pezzo, andato in onda sul Nove.

## Audience
| Edizione | Rete televisiva | Anno      | Stagione         | Programmazione | Programmazione | Programmazione | Programmazione | Programmazione | Programmazione | Programmazione | Collocazione      | Media auditel  | Media auditel |
| Edizione | Rete televisiva | Anno      | Stagione         | L              | M              | M              | G              | V              | S              | D              | Collocazione      | Telespettatori | Share         |
| -------- | --------------- | --------- | ---------------- | -------------- | -------------- | -------------- | -------------- | -------------- | -------------- | -------------- | ----------------- | -------------- | ------------- |
| Varietà  | Italia 1        | 1997      | estate-autunno   |                |                |                |                |                |                |                | Access prime time | –              | 4,40%         |
| 1ª       | Italia 1        | 1997-1998 | autunno-estate   | 3 000 000      | 10,60%         |                |                |                |                |                | Access prime time |                |               |
| Estate   | Italia 1        | 1998      | estate           | –              | –              |                |                |                |                |                | Access prime time |                |               |
| 2ª       | Italia 1        | 1998-1999 | estate-estate    | –              | –              |                |                |                |                |                | Access prime time |                |               |
| 3ª       | Italia 1        | 1999-2000 | estate-estate    |                | 4 000 000      | 15,00%         |                |                |                |                | Access prime time |                |               |
| 4ª       | Italia 1        | 2000-2001 | estate-primavera | –              | –              |                |                |                |                |                | Access prime time |                |               |
| 5ª       | Italia 1        | 2001-2002 | estate-primavera |                | –              | 11,61%         |                |                |                |                | Access prime time |                |               |
| 6ª       | Italia 1        | 2002-2003 | estate-estate    | –              | –              |                |                |                |                |                | Access prime time |                |               |
| 7ª       | Italia 1        | 2003-2004 | estate-inverno   | –              | 10,00%         |                |                |                |                |                | Access prime time |                |               |
| 8ª       | Canale 5        | 2009      | primavera-estate |                | Preserale      | 1 909 000      | 14,08%         |                |                |                |                   |                |               |
| 9ª       | Italia 1        | 2017      | primavera-estate |                |                |                |                |                |                |                | Prima serata      | 1 405 000      | 7,77%         |
| 10ª      | Canale 5        | 2025      | estate           |                |                |                |                |                |                |                | Preserale         |                |               |

Spin-off
| Edizione | Titolo del programma      | Rete televisiva | Anno | Stagione          | Programmazione | Programmazione | Programmazione | Programmazione | Programmazione | Programmazione | Programmazione | Collocazione      | Media auditel  | Media auditel |
| Edizione | Titolo del programma      | Rete televisiva | Anno | Stagione          | L              | M              | M              | G              | V              | S              | D              | Collocazione      | Telespettatori | Share         |
| -------- | ------------------------- | --------------- | ---- | ----------------- | -------------- | -------------- | -------------- | -------------- | -------------- | -------------- | -------------- | ----------------- | -------------- | ------------- |
| 1ª       | Sarabanda - Scala & vinci | Italia 1        | 2004 | inverno           |                |                |                |                |                |                |                | Access prime time | –              | –             |
| 2ª       | Super Sarabanda           | Italia 1        | 2005 | inverno-primavera |                |                |                |                |                |                |                | Access prime time | –              | –             |
| 3ª       | Sarabanda Celebrity       | Italia 1        | 2025 | primavera-estate  |                |                |                |                |                |                | Prima serata   | 951 000           | 7,24%          |               |

## Cast
Alla regia si sono succeduti sei registi; Giuliana Baroncelli è quella che ha diretto più puntate, da novembre 1997 a giugno 2003, quasi sei edizioni. Il conduttore storico è stato Enrico Papi che ha condotto tutte le edizioni tranne quella del 2009; dal 2000 è stato anche autore del programma insieme ai due autori e ideatori del programma Nicola De Feo e Pietro Gorini. Alfredo Morabito, ex conduttore radiofonico e già presente nello staff del programma in qualità di consulente musicale, passò nel ruolo di collaboratore degli autori dal 2001, diventandolo a tutti gli effetti dal 2002. Tornò poi nel 2009 insieme a Flavio Andreini, Alvise Borghi e Riccardo Di Stefano. Il 2017 ha visto il ritorno degli storici autori De Feo e Gorini affiancati da Max Novaresi, Marco Pantaleo, Gianluca Belardi e Alessandro Santucci. Produttori del programma, per Mediaset, sono stati Corrado Grego fino al 2001 e in seguito Lino Tatalo.
Le scenografie erano curate da Umberto Di Nino nelle prime edizioni e successivamente da Marco Marini e poi da Gaetano Castelli. Nel 2005 la scenografia è stata affidata a Patrizia Bocconi, mentre dal 2009 in poi a Marco Calzavara. Le coreografie erano dirette inizialmente da Valentino Palmentieri e successivamente da Marina Cinti mentre nel 2009 da Rita Pivano e nel 2017 da Simone Baroni. I costumi erano preparati da Patrizia Bisceglie e successivamente da Antonella Caraceni, Sabrina Chiocchio e Maria Sabato.

### Saraband
L'orchestra della trasmissione è chiamata Saraband, dal nome del programma.
- Direttore d'orchestra e tastiera: Paolo Fantozzi, sostituito dal 2001 da Massimo Idà. Nel 2017 il direttore d'orchestra è stato Valeriano Chiaravalle.
- Coristi: Massimo Facchini, detto Mapo, Loredana Maiuri e Letizia Liberati. Nel 2004 vennero sostituiti dalle Bollicine: Valentina Cesetti, Simona Buccheri, Anna Montieri e Mary Argentino. Nel 2005 tornarono Mapo e Letizia che rimpiazzarono le Bollicine. Nel 2009 Mapo è stato sostituito da Frankie Lovecchio. Nel 2017 i nuovi coristi sono stati Martina Filiberti e Salvatore Nigrelli. Nel 2025, i coristi sono Beatrice Pezzini e Andrea Vigentini.
- Basso: Marco Borrini, detto Nasello sostituito nel 2009 da Luca Pirozzi, nel 2017 da Fabiola Torresi e da Luca Visigalli nel 2025.
- Batteria: Liano Chiappa, sostituito solo nel 2009 da Roberto Di Pace e da Diego Corradin nel 2025.
- Chitarra: Emilio Cuccato, sostituito dal 2003 da Corrado Pirri, mentre nel 2005 da Franco Vinci, a sua volta sostituito da Filippo D'Allio nel 2009 e poi da Mauro Borrini nel 2017.
- Fiati: Andres Villani (sassofono e flauto traverso), sostituito dal 2001 da Francesco Marinacci, detto Franco. Dal 2000 la sezione fiati fu implementata con Massimo Pirone, sostituito nel 2003 per qualche mese da Carmine Pagano (trombone) e Tiziano Ruggeri, sostituito dal 2002 da Giancarlo Ciminelli (tromba). Nel 2005 rimase solo Marinacci (al sassofono) affiancato nel 2009 da Claudio Graziano (alla tromba) mentre nel 2017 l'unico fiato (sassofono) è Massimo Zagonari.
- Percussioni: Moreno Touché, detto Tamburino. Introdotte nel 1998, dal 2005 le percussioni non sono state più presenti.
- Tastiera: Alberto Centofanti, detto Cucciolo, sostituito dal 1998 da Davide Zoccolo, detto Ciccio. Nel 2005 la tastiera non era presente, tornando nel 2009 con Angelo Nigro, sostituito da Vanni Antonicelli nel 2017.
- Pianoforte: Flavio Mazzocchi nel 2017 e Alberto Centofanti nel 2025.

### Coro
Nelle prime edizioni, alcuni ragazzi del coro erano soliti esibirsi a rotazione cantando e animando una tra le canzoni rievocate dal gioco del Pentagramma. Il coro è stato presente dalla prima puntata in assoluto del 1997, fino al termine della settima edizione nel 2004.
Tra i ragazzi che nel corso degli anni si avvicendarono come membri del coro di Sarabanda, alcuni rimasero nel mondo dello spettacolo o erano già noti prima di prendere parte alla trasmissione. Tra di loro si ricordano: Carla Cocco (cantante), Angela Di Cosimo (ballerina), Barbara Gilbo (cantante e showgirl), Livio Beshir (conduttore e attore televisivo), Valerio Pino (ballerino ad Amici di Maria De Filippi), Benedetta Zilli e Franco Giusti (che parteciparono poi al Grande Fratello), Sabrina Conti (partecipò a Miss Italia 2000 e vinse Miss Muretto 2003), Tamara Pisnoli (ex moglie di Daniele De Rossi), Karin Trentini (attuale moglie di Riccardo Fogli) e Giada Massara (collaboratrice a Forum).

### Corpo di ballo
Introdotto dall'edizione 2000-2001, era composto da un numero variabile tra i dieci e i tredici elementi fino al gennaio 2004. Nel febbraio 2004 con la nuova versione del programma Scala & vinci, il corpo di ballo fu sostituito da sette ragazze, dette Notine (richiamando così le sette note musicali): Olesya Odelli (Do), Laura Faita (Re), Perla Francalanci (Mi), Aliuska Guzman Arias (Fa), Marica Giannini (Sol), Mara Cocchini (La) e Liliam Da Cunha (Si). Eliminato nel 2005, quando fu presente una sola valletta, il corpo di ballo è stato ripristinato nel 2009 con due elementi e poi tornato nel 2017 con otto. Composto sia da ragazze che ragazzi (alcuni erano già stati membri del coro), i membri del corpo di ballo erano soliti accompagnare i concorrenti in studio all'inizio della trasmissione e portare al conduttore le buste contenenti i motivi dei Gong, Sessanta secondi, 7×30 e Spareggioni che venivano proposti ai concorrenti, oltre ad eseguire coreografie su alcuni motivi presenti all'Asta musicale.
I vari componenti che si sono alternati nel corso delle stagioni sono stati: Dario Bandiera, Ottavia Calderaro, Rosaria Cannavò, Francesca Casanova, Ilaria Castellano, Claudia De Falchi, Giosi Del Vecchio, Anna Gargiulo, Costanza Gattuso, Miriam Della Guardia, Roberta Di Giovanni, Tina Di Guida, Mattia Fazioli, Katiuscia Feuda, Marco Galeandro, Jennifer Iacono, Francesco Italiani, Mauro Leonardi, Dario Lupinacci, Francesca Masiello, Naomi Mele, Christelle N'Daw, Paola Nicoloso, Biagio Nunziata, Alice Papa, Elisabetta Persia, Daniela Ribezzo, Ludovica Rizzo, Alicia Sánchez, Francesca Sbarra, Eleonora Scopelliti, Valentina Simeone, Daniela Terazzi, Ombretta Valenti, Valeriano Vaudo, Gabriele Virgilio, Deimos Virgillito e Olivia Zani.

## Controversie
Il programma spesso rimase coinvolto in alcune controversie riguardanti la regolarità del gioco, la produzione del programma e i contenuti di esso.
- Il caso Antonio De Ponte: il 9 marzo 1998 un concorrente di Napoli, Antonio De Ponte, si aggiudicò la somma di 425 milioni di lire, completando il 7×30 nella sua puntata d'esordio. In seguito si venne a sapere attraverso una segnalazione dell'Associazione Quizzistica Italiana a Striscia la notizia, che ne fece un servizio accurato e lo smascherò[81], che nella terza settimana di novembre 1997, cioè meno di quattro mesi prima, De Ponte aveva preso parte a Ciao Mara, programma di Canale 5 condotto da Mara Venier, vincendo tra l'altro anche in quella circostanza)[82] e contravvenendo alla regola aziendale di Mediaset che impediva a un concorrente di un quiz di tornare a gareggiare in un altro entro i dodici mesi[83]. Di conseguenza nella puntata del 18 marzo 1998 fu annunciata la squalifica[84] (seppur giunta quando aveva perso il titolo di campione già da diverse puntate) e il ritiro della somma vinta[85][86], la quale fu rimessa in palio in quella che fu la prima puntata speciale in prima serata del quiz, andata in onda il mese seguente. Nell'aprile 2001 il giudice Antonio Macrì del Tribunale di Roma condannò Mediaset alla restituzione a De Ponte della somma vinta più gli interessi legali in seguito al suo ricorso[87], attuando la sentenza emessa nel giugno 2000.
- Scontro Mediaset-Einstein Multimedia: nel maggio 2001, Mediaset e Einstein Multimedia si trovarono in contrasto su chi effettivamente fosse il vero produttore della trasmissione[88]. Il caso nacque da una causa legale avviata qualche tempo prima da Mediaset verso la stessa Einstein Multimedia, produttrice per la Rai anche di Quiz Show, per via di un sospetto plagio nei confronti di Chi vuol essere miliardario?, prodotto dalla Aran Endemol[89]. La casa di produzione romana, irritata dal fatto, arrivò ad ipotizzare anche un possibile trasloco delle trasmissioni che contribuiva a realizzare per Mediaset, e quindi anche Sarabanda, verso altre reti[90].
- Giochi telefonici sospetti: nel gennaio 2002 il Codacons e l'Associazione Quizzistica Italiana, attraverso un comunicato, sollevarono alcune perplessità a riguardo di un gioco telefonico proposto tra la fine di dicembre 2001 e l'inizio di gennaio 2002 e rivolto ai telespettatori da casa per tentare di vincere un montepremi dedicato. Venne criticata la modalità del gioco e la scelta dei tre telespettatori che parteciparono in quanto non venne messo a disposizione un numero telefonico per poter essere selezionati, ma vennero scelti a caso dagli elenchi telefonici. Si sospettò anche che le telefonate mandate in onda non fossero veritiere, dato che in tutti e tre i casi la vittoria del montepremi fallì per poco[91].
- Il caso Max, il concorrente mascherato: nel maggio 2002 il Codacons e l'Associazione Quizzistica Italiana inoltrarono un esposto all'Authority per le Telecomunicazioni contro la trasmissione per via della presenza di un concorrente mascherato (il campione Max) contro il quale sostenevano il fatto che ledesse i diritti di concorrenti esclusi ai provini perché volti troppo noti[92] e inoltre che fosse stato un escamotage per alzare l'audience[93].
- Sarabanda sotto inchiesta: nel luglio 2002 la trasmissione finì sotto inchiesta, così come altri quiz di altre reti, per via di una sospetta violazione dell'articolo 4, legge 410/89 ("interventi nel settore del gioco e delle scommesse clandestine a tutela della correttezza nello svolgimento di competizioni agonistiche")[94]. Le accuse erano riferite al fatto che la trasmissione non avrebbe mai chiesto né ottenuto l'autorizzazione del Ministero delle Finanze ad esercitare il ruolo di quiz a premi e anche che i numeri telefonici che gli aspiranti concorrenti componevano per sostenere i provini non erano regolamentari, cioè che il costo della tariffazione era troppo elevato ed andava a contribuire sensibilmente alla crescita del montepremi in palio durante le puntate. Anche Enrico Papi fu iscritto nel registro degli indagati a causa delle accuse dovute alla gestione del suo sito internet personale, attraverso il quale, con un numero di prenotazione a tariffazione maggiorata, si poteva provare a partecipare alla trasmissione[95]. Nel marzo 2007 il processo è terminato in seguito alla dichiarazione di non luogo a procedere per intervenuta prescrizione[96].
- Il caso Don Enzo: il 12 febbraio 2004 il campione in carica don Vincenzo Passante, detto Don Enzo, al tempo noto in quanto aveva sostenuto i provini del Grande Fratello 4, lasciò il posto di campione senza partecipare alla sua seconda puntata in difesa del titolo, comparendo solo prima della conclusione della puntata per spiegarne il motivo: l'arcivescovo della sua diocesi, Mario Milano, lo avrebbe invitato a lasciare il programma per evitare di essere sospeso dalle funzioni pastorali[97].
- Belén e il Moige: nell'edizione del 2009 il programma fu criticato dal Moige a causa delle riprese legate al corpo di Belén Rodríguez, giudicate troppo esplicite e considerate mortificanti per la figura femminile. L'associazione dichiarò Canale 5 "rete out" del mese sia in giugno che in luglio[98][99].
- Dubbi sulla veridicità del programma e problemi tecnici: nell'edizione del 2017, dopo la seconda delle tre puntate, più commenti a diversi post su Facebook di Francesco Marrazzo, uno dei nuovi concorrenti, che era stato eliminato, hanno sollevato dubbi sulla spontaneità dei concorrenti in gara allargando il campo anche alla veridicità degli aspetti del gioco[100]. La controversia tuttavia rientrò presto quando Marrazzo smentì ogni dubbio affermando che non esisteva nessun copione prestabilito nel programma e che la sua eliminazione è stata regolare[101]. La medesima edizione, probabilmente per il fatto di andare in onda in diretta, è stata interessata da problemi tecnici di vario tipo: pulsanti difettosi, mancata partenza delle basi musicali da indovinare, grafiche errate, non aggiornate o non sincronizzate con l'andamento del gioco, difficoltà dalla regia a mostrare replay e monitor di studio malfunzionanti. Talvolta si è dovuto ricorrere a mandare la pubblicità per risolvere i problemi più complessi[102].

## Produzione
Dal 1997 al 2005, il programma è stato prodotto da RTI-Mediaset, realizzato dalla Videotime su licenza della Sandy Frank Entertainment e distribuito dalla Einstein Multimedia; nel 2005 la Videotime è affiancata nella realizzazione dalla Duck On Line; nel 2009 la produzione passa alla Endemol Italia; nel 2017 vede la co-partecipazione tra RTI ed Endemol Shine Italy con la distribuzione di Sky Vision, mentre dal 2025 è prodotto da Banijay Italia.

## Curiosità
- Occasionalmente in alcune puntate, ma anche negli speciali, venivano invitati in trasmissione personaggi famosi legati al mondo dello spettacolo e soprattutto della musica i quali si esibivano cantando una delle loro canzoni. Tra di loro si ricordano Fausto Leali, Tony Dallara, Lando Fiorini, I Cugini di Campagna, Little Tony e Donatella Rettore più volte ospiti in trasmissione. Al programma parteciparono come concorrenti anche alcuni personaggi che sono stati o che poi sarebbero diventati conosciuti, tra cui Vito Vita (membro dei Powerillusi, campione nel 1998), Massimo Bagnato (comico), Marco Cattaneo (giornalista), Renato Novara (doppiatore), Riz Samaritano (cantante) e Carlo Nicoletti, conosciuto come Carletto (speaker radiofonico).
- Nel maggio 1999 Sarabanda fu vittima di uno scherzo operato dalla trasmissione di Canale 5 Il grande bluff. Come concorrente di una puntata fu infatti mandato Pupo, che, appositamente truccato e difficilmente riconoscibile, con il suo comportamento saccente e strampalato fece imbarazzare Enrico Papi, con la collaborazione di altri tre concorrenti-attori e la complicità del campione in carica, che subito si fece eliminare[104]. Lo scherzo fu trasmesso integralmente a Sarabanda in una puntata speciale non valida ai fini della gara, anche perché non venne mai terminata in quanto Pupo si smascherò prima della fine del 7×30 dopo essere stato "scoperto" con i titoli delle canzoni scritti sui polsi. La puntata andò in onda il 5 giugno 1999, il giorno dopo essere stata trasmessa da Il grande bluff su Canale 5.
- Il programma è stato oggetto di parodie, soprattutto nel suo periodo di maggior successo, da trasmissioni come Ciro presenta: Visitors, Mai dire Domenica, La pupa e il secchione e Stasera c'è Cattelan su Rai 2, oltre alle trasmissioni radiofoniche 105 Take Away e Deejay chiama Italia. È stato rievocato da alcuni programmi come Quelli che il calcio, Victor Victoria, Matricole & Meteore, Avanti un altro!, G'Day, Caduta libera, Verissimo, 90 Special, Guess My Age, Maurizio Costanzo Show, Ciao Darwin e Pomeriggio Cinque, che hanno invitato in studio alcuni degli ex campioni più ricordati.
- Il game show di TV8 Name That Tune - Indovina la canzone, basato sullo stesso format al quale si era ispirato Sarabanda, condotto anche da Enrico Papi, ha utilizzato i due storici giochi Asta musicale e 7×30. Nelle edizioni condotte da Papi, la band era chiamata Saraband.

## Merchandising
- Gioco in scatola: durante l'edizione 2003-2004 venne lanciato per la prima volta il gioco in scatola di Sarabanda anche attraverso la consegna dello stesso ad uno dei concorrenti eliminati durante le puntate. È stato riproposto anche nell'edizione 2009 con una seconda edizione. Entrambi i giochi contenevano tra l'altro un CD audio e sono stati prodotti dalla Clementoni.
- Compilation CD: ad agosto 2009 è stato rilasciato dalla EMI Music Italy un CD contenente una compilation di 19 celebri canzoni italiane (oltre alla sigla del programma dell'edizione del 2009) raccolte sotto il nome di Sarabanda.

## Repliche
Il programma è stato replicato varie volte nel corso degli anni, sia su canali in chiaro (Canale 5 +1, Mediaset Extra e Mediaset Extra 2) che a pagamento (Happy Channel e Mediaset Plus) e anche all'estero (Mediaset Italia).

## Versioni internazionali
Il format è di proprietà della Prestige Entertainment Group. La versione originale è quella statunitense, creata da Harry Salter.
- Algeria: Fa-mi-la (TV1)
- Argentina:
- Armenia: Gushakir Meghedin (1TV)
- Australia: Name That Tune (TCN9)
- Azerbaigian: Oyna Dostum (Lider TV)
- Brasile: Qual é a Música? (SBT) e Desafio Musical (Record)
- Bulgaria: Koya e tazi pesen? (BNT 1, bTV)
- Canada: Fa Si La Chanter (CBC-SRC)
- Francia: Fa Si La Chanter (France 3)
- Germania: Hast Du Töne? (VOX) e Let the Music Play – Das Hit Quiz (Sat.1)
- Grecia: Vreite ton skopo (Star Channel) e Nota Mia (Alpha TV)
- Indonesia: Berpacu Dalam Melodi (TVRI, Metro TV, NET., Trans7, iNews)
- Israele:
- Italia: Il Musichiere (Programma Nazionale), Sarabanda (Italia 1, Canale 5) e Name That Tune - Indovina la canzone (TV8)
- Libano: Shwism allahna? (LBC)
- Lituania: Atspėk dainą (LRT)
- Marocco: Fa Si La (2M)
- Mongolia: Ayaig taa (Edutainment TV)
- Nuova Zelanda:
- Polonia: Jaka to melodia? (TVP1)
- Portogallo: (RTP1)
- Regno Unito: Name That Tune (ITV, Channel 5)
- Rep. Ceca: Jakákoliv melodie (ČT1)
- Romania: Sarabanda (TVR1)
- Russia: Ugaday Melodiyu e Ugadayka (ORT), Ugaday Melodiyu-II e Ugaday Melodiyu-III (Pervyj kanal)
- Spagna: Valanota (Telecinco)
- Slovacchia:
- Stati Uniti: Name That Tune (NBC Radio, NBC, CBS, Syndication, Fox)
- Turchia: Bir Şarki Söyle (Kanal D)
- Ucraina: Yaka to melodiya (Ukraina)
- Ungheria: Hangszáll (M1)
- Vietnam: Nốt Nhạc Vui (HTV7)

## Riconoscimenti
- 1998 - Premio Miglior scenografia TV dell'anno dei programmi Mediaset
- 2000 - Telegatto come Miglior trasmissione musicale